# Episodi di The Mentalist (quinta stagione)
La quinta stagione della serie televisiva The Mentalist è stata trasmessa in prima visione assoluta negli Stati Uniti d'America da CBS dal 30 settembre 2012 al 5 maggio 2013.
In lingua italiana, la stagione è stata trasmessa in prima visione in Italia da Premium Crime, canale a pagamento della piattaforma Mediaset Premium, dal 27 febbraio al 24 luglio 2013. La prima messa in onda in chiaro ha avuto luogo invece in Svizzera, su RSI LA1, dal 21 agosto 2013; la prima trasmissione free su suolo italiano è poi avvenuta su Rete 4, dall'11 settembre al 20 novembre 2013.
| nº | Titolo originale        | Titolo italiano                     | Prima TV USA      | Prima TV Italia  |
| -- | ----------------------- | ----------------------------------- | ----------------- | ---------------- |
| 1  | The Crimson Ticket      | La perlina di vetro rosso           | 30 settembre 2012 | 27 febbraio 2013 |
| 2  | Devil's Cherry          | Infuso rosso                        | 7 ottobre 2012    | 6 marzo 2013     |
| 3  | Not One Red Cent        | Conto in rosso                      | 14 ottobre 2012   | 13 marzo 2013    |
| 4  | Blood Feud              | Faida rossa                         | 21 ottobre 2012   | 20 marzo 2013    |
| 5  | Red Dawn                | Alba rossa                          | 28 ottobre 2012   | 27 marzo 2013    |
| 6  | Cherry Picked           | Rosso d'invidia                     | 4 novembre 2012   | 3 aprile 2013    |
| 7  | If It Bleeds, It Leads  | Inchieste rosso sangue              | 11 novembre 2012  | 10 aprile 2013   |
| 8  | Red Sails in the Sunset | Vele rosse al tramonto              | 18 novembre 2012  | 17 aprile 2013   |
| 9  | Black Cherry            | Bolide rosso                        | 25 novembre 2012  | 24 aprile 2013   |
| 10 | Panama Red              | Panama rosso                        | 9 dicembre 2012   | 1º maggio 2013   |
| 11 | Days of Wine and Roses  | La collana di rubini rossi          | 6 gennaio 2013    | 8 maggio 2013    |
| 12 | Little Red Corvette     | Piccola Corvette rossa              | 13 gennaio 2013   | 15 maggio 2013   |
| 13 | The Red Barn            | Il fienile rosso                    | 27 gennaio 2013   | 22 maggio 2013   |
| 14 | Red in Tooth and Claw   | Denti e artigli rossi               | 17 febbraio 2013  | 29 maggio 2013   |
| 15 | Red Lacquer Nail Polish | Smalto rosso                        | 3 marzo 2013      | 5 giugno 2013    |
| 16 | There Will Be Blood     | La ragazza dal vestito rosso sangue | 10 marzo 2013     | 12 giugno 2013   |
| 17 | Red, White and Blue     | Rosso, bianco e blu                 | 17 marzo 2013     | 19 giugno 2013   |
| 18 | Behind the Red Curtain  | Dietro il sipario rosso             | 24 marzo 2013     | 26 giugno 2013   |
| 19 | Red Letter Day          | Un passato dai rossi contorni       | 14 aprile 2013    | 3 luglio 2013    |
| 20 | Red Velvet Cupcakes     | Dolcetti di velluto rosso           | 21 aprile 2013    | 10 luglio 2013   |
| 21 | Red and Itchy           | Il segreto rosso                    | 28 aprile 2013    | 17 luglio 2013   |
| 22 | Red John's Rules        | Le regole di John il Rosso          | 5 maggio 2013     | 24 luglio 2013   |

## La perlina di vetro rosso
- Titolo originale: The Crimson Ticket
- Diretto da: Randy Zisk
- Scritto da: Bruno Heller

### Trama
Jane viene invitato da Lisbon a recarsi su una scena del crimine a Dupont Gardens, Sacramento. In una casa è avvenuto un duplice omicidio: le vittime sono Rex Lango e Kelly Carlsen e gli agenti del CBI sono accolti da Tom Yannick, ufficiale della polizia di Sacramento che ha trovato i cadaveri. Dopo aver fatto le constatazioni del caso, la squadra di Lisbon sta per tornare negli uffici del CBI, ma è raggiunta dagli agenti Smith e Mancini dell'FBI. L'FBI rimprovera alla squadra di Lisbon d'aver distrutto la carriera di Darcy e sostiene che Jane dovrebbe stare in carcere per aggressione, possesso di droga e frode. Il sensitivo fa notare a Mancini che, per via dell'accordo preso a malincuore tra Gale Bertram e l'agente speciale Alexa Schultz dell'FBI, le accuse contro di lui sono cadute. Quando Rigsby accenna alla vicenda di Lorelei Martins, inizia un dibattito più intenso: mentre Jane vorrebbe che la Martins restasse al CBI per poterla interrogare e ottenere informazioni su John il Rosso, gli agenti dell'FBI ribadiscono che la detenuta è una loro sospettata e spetta quindi a loro interrogarla. Sfidato da Smith, Jane lo prende in giro più volte e poi se ne va. Subito dopo gli agenti del CBI e quelli dell'FBI iniziano una rissa. Al CBI, Bertram decide di convocare Jane e Lisbon e comunica al mentalista che ha un'ultima possibilità prima di essere nuovamente cacciato dall'agenzia. Prima della conferenza, Bertram si chiarisce con il capo dell'FBI: se deciderà di ingannarlo, rivelerà a tutti che l'agente speciale dell'FBI Darcy ha ucciso Wainright, ponendo fine alle carriere sia di Bertram stesso sia della Schultz. Alla conferenza stampa Schultz rivela che la Martins, complice di John il Rosso è stata arrestata, ma che durante l'operazione l'agente speciale Wainright ha perso la vita. La parola passa dunque a Bertram: nonostante lo scetticismo dei media, i capi delle due agenzie rivelano la collaborazione tra CBI e FBI. Al resort Pacific Palms, Lisbon e Jane sono affiancati da Mancini e da Smith. Viene interrogato il capo della Carlsen, Norris, e si scopre che aveva provato ad abbordare la vittima senza successo. Con un trucco, Jane riesce a mettere delle foto della Carlsen nel portafoglio di Norris: gli agenti dell'FBI decidono di arrestarlo e portarlo nei loro uffici.
Jane e Lisbon si dirigono a Boome, dove vive Nicòla Carlsen, sorella della vittima. Qui il consulente del CBI viene contattato da Bertram: l'FBI ha appena rinunciato alla Martins, consegnandola agli agenti del CBI. Nel percorso verso Sacramento, Lisbon chiarisce a Jane che deve stare attento con la Martins e i due si accordano sul fatto che Jane interrogare la Martins senza che nessuno guardi o ascolti la discussione. Lisbon non rispetta l'accordo e decide di ascoltare il colloquio tra il mentalista e la complice di John: Jane decide di offrire una nuova vita e la conseguente libertà alla Martins in cambio di John il Rosso e la detenuta sembra inizialmente accettare la proposta di Jane. Avversa ai controversi metodi di Jane, Lisbon gli rimprovera di stare attento alla Martins, che lo sta ingannando. Il vero nome di Rex Lango era Ezrat Lonagu ma poiché nessuno sapeva pronunciare il suo nome decise di cambiarlo. Cho e Rigsby si recano alla famiglia, a Bakersfield: mentre secondo la cugina era una brava persona, Lango in realtà una persona malfamata. Quando la Martins sta per andare a parlare nuovamente con Jane, l'FBI, che nel frattempo si è procurato un mandato, riesce a riportare la detenuta sotto la propria custodia: in realtà, l'agenzia aveva lasciato la Martins al CBI di proposito, andando a chiedere un mandato per riottenerla. Jane va a parlare con Bertram: il mentalista gli rivela che John ha un altro suo infiltrato dell'FBI ed è costretto a minacciare Bertram; se non chiederà un'udienza d'ufficio con un giudice e con l'FBI, il consulente parlerà con i media rivelandogli il fatto che l'agente Darcy ha ucciso l'agente Wainright. Viene quindi convocata l'udienza: sono presenti il giudice, gli agenti dell'FBI Schultz, Smith e Mancini e gli agenti del CBI Lisbon e Bertram, nonché Jane. Inizialmente il giudice vorrebbe assegnare il caso all'FBI a causa della relazione tra Jane e la Martins e a causa del fatto che John ha ucciso la famiglia ma il mentalista, astutamente, riesce a far ribaltare la situazione: rivela ai presenti che la detenuta gli ha detto che c'è un segnale che i membri della rete di John il Rosso usano per identificarsi tra loro, una perlina di vetro rossa nella tasca. Inoltre dice che c'è un complice di John all'interno del CBI e che questi è proprio Mancini, che si ritrova a sua insaputa una perlina di vetro rossa in tasca: in qualche modo Jane è riuscita a metterla senza neppure aver toccato l'agente Mancini che si scaglia contro di lui inseguendolo per tutto l'edificio, ma senza successo. Il giudice decide perciò di affidare la custodia della Martins al CBI. Negli uffici del CBI, Jane risolve il doppio omicidio: Valerie Whittaker sta ricevendo il premio di un biglietto della lotteria vincente del valore di $ 56.000.000, ma la donna è costretta a rivelare che il biglietto è stato in realtà trafugato dalla scena del crimine dal poliziotto Thomas "Tom" Yannick, che ha ucciso la Carlsen. La Carlsen aveva vinto 56 milioni di dollari e aveva deciso di chiamare la sorella, ma Lango decise di ucciderla: la Carlsen reagì spaccandogli una bottiglia di champagne in testa e uccidendolo sul colpo; la ragazza sviene e da lì a poco arriva Yannick; il poliziotto vede la scena, capisce tutto e decide di uccidere la Carlson, rubando il biglietto. Dopo che Nicòla Carlsen ringrazia Jane, quest'ultimo va assieme a Lisbon a prendere la Martins: alla prigione si scopre che la Martins non è nell'edificio e che quindi è riuscita in qualche modo a fuggire.

## Infuso rosso
- Titolo originale: Devil's Cherry
- Diretto da: Randy Zisk
- Scritto da: Daniel Cerone

### Trama
Jane raggiunge la squadra su una scena del crimine: Victor Mendelssohn, tagliatore di diamanti con un negozio a Sacramento, è stato brutalmente ucciso. Mentre Lisbon interroga una vicina di Mendelssohn, Jane si prepara del tè nella casa ma a un certo punto, dopo aver bevuto, sente dei rumori provenire da una pentola e fa cadere la sua tazzina. Cho sente il rumore e gli chiede se sta bene e Jane risponde positivamente. Nella pentola trova un coniglio. Dopo aver raggiunto Cho, i due hanno un colloquio con una domestica. Jane perde il coniglio e seguendolo, l'animale lo porta in una villa. Entrato in un giardino, Jane ritrova il coniglio, che è di una ragazzina. La ragazzina rivela a Jane che lo stava aspettando e che sa qualcosa sull'omicidio, rivelando una rara intelligenza. Inizialmente la ragazza non rivela il suo nome; dopo averlo seguita nel laboratorio di Mendelssohn: qui la ragazzina dice di essere la figlia di Jane. Cho e Lisbon raggiungono i due al laboratorio: i due capiscono che Jane ha avuto un'altra allucinazione e gli consigliano di sedersi, ma Jane non vuole ascoltarli. Si ritorna al momento in cui Jane fa cadere la tazzina: da quel momento il mentalista ha avuto solo allucinazioni e in realtà non ha mai risposto a Cho. Lisbon e Cho lo trovano in stato di shock anafilattico, avendo ingerito atropa belladonna, una pianta altamente tossica che da allucinazioni. Mentre Lisbon va con Jane in ospedale, Cho prende il comando della squadra. Van Pelt interroga un impiegato di Mendelssohn, Julian: da lui, gli agenti risalgono verso un concorrente della vittima, un altro tagliatore di diamanti. Rigsby interroga la figlia della vittima: Mendelssohn teneva un diamante grezzo di 102 carati, del valore di circa 20 milioni di dollari, in una tracolla che portava sempre con sé ma con non è stata trovata sulla scena del crimine. All'ospedale Jane continua ad avere allucinazioni su come immagina che sua figlia, Charlotte, sarebbe stata se fosse cresciuta. Jane capisce che gli hanno fatto una lavanda gastrica dopo aver ingerito un allucinogeno presente nel tè. Il mentalista distrae Lisbon e fugge dall'ospedale: all'uscita trova la sua auto proprio davanti all'ingresso. Qui ha un'altra allucinazione, essendo ancora sotto gli effetti della droga: l'auto nella quale è entrato infatti non è la sua bensì è un'ambulanza. Nonostante il consulente del CBI sia ancora sotto gli effetti dell'allucinogeno, convince Lisbon a portarlo nuovamente sulla scena del crimine. Van Pelt interroga il tagliatore di diamanti, rivale della vittima. Tornato sulla scena del crimine, Jane ricostruisce la sua allucinazione: si risale al laboratorio di Mendelssohn. Al laboratorio il consulente scopre il diamante nella borsa dell'assistente, Julian, che viene quindi arrestato. Al laboratorio le allucinazioni di Jane svaniscono definitivamente. Il mentalista non è però convinto della colpevolezza di Julian: lui e Lisbon ritornano dalla vicina della vittima dove, con un tranello, i due riescono a incastrarla. Al CBI la donna ammette di aver indotto Mendelssohn al suicidio: quest'ultimo drogato con l'allucinogeno, viene ingannato dall'assassina e viene convinto a uccidersi con un seghetto rotante. Nella soffitta del CBI, Jane prende dell'altro tè, presumibilmente con dell'altra belladonna, in modo da rivedere la visione di sua figlia.

## Conto in rosso
- Titolo originale: Not One Red Cent
- Diretto da: Chris Long
- Scritto da: Ken Woodruff

### Trama
North Sacramento. Jane va a farsi risuolare le scarpe da un calzolaio. Contemporaneamente, all'angolo della strada, tre uomini stanno compiendo una rapina alla Sacramento Federal Bank. I tre entrano nella banca, oscurano le telecamere e portano nel piano inferiore Ernie Wright, un impiegato della banca che sa aprire la cassaforte. Dopo aver ripulito la cassaforte, prendendo tutti i soldi, Wright viene lasciato dentro la stanza e i tre fuggono. Pochi istanti dopo Wright viene ucciso. Il CBI si reca sul luogo: qui Jane evidenzia il fatto che il caveau delle cassette di sicurezza è rimasta aperta. Secondo un detective, la rapina è collegata ad altre tre precedenti ma dove non si erano verificati omicidi. Bertram convoca Lisbon nel suo ufficio: qui trova anche l'agente speciale dell'FBI Mancini. Bertram decide di assegnare l'indagine al CBI di Lisbon, mentre l'FBI avrà accesso ai file del caso. Subito dopo Mancini invita Lisbon a una partita di poker tra polizia, CBI e FBI. Nel frattempo i rapinatori si separano: mentre due fuggono dal paese, il capo rimane in città. Al CBI, vengono interrogati tutti gli impiegati della banca; tra gli altri spicca Dag, il direttore della banca, che era nel bagno degli uomini al piano inferiore. Anche la fidanzata della vittima, Nancy Sterling, era al piano inferiore al momento della rapina. Interrogano nuovamente Dag, Jane ha la conferma che il caveau delle cassette di sicurezza era aperto. Ritornato al CBI, Jane vince una scommessa contro Van Pelt, che doveva scoprire il nome del rapinatore prima del mentalista: in realtà quest'ultimo non sapeva qual era il suddetto nome, ma riesce a capire il nome che Van Pelt scrive su un foglio. Si va alla ricerca di John Hutten, convocato negli uffici del CBI. Al quartiere generale Hutten non rivela nulla, pur non avendo un alibi per la rapina. Jane capisce che nella banca c'era un impiegato complice dei rapinatori. Dal datore di lavoro di Hutten, Cho e Rigsby risalgono ai fratelli César e Jorge Arroyo, complici di Hutten nella rapina. Arrivati a casa Arroyo, scoprono che i rapinatori sono partiti il giorno prima verso il Messico. Alle esequie di Wright, Jane crea scompiglio tra i colleghi di Wright, cercando di capire se qualcuno di loro è il complice della rapina. Il consulente del CBI scopre che la vittima era il complice dei rapinatori, avendo preso anche un biglietto di sola andata per il Brasile. In un secondo colloquio con la Sterling, quest'ultima rivela di non sapere nulla del biglietto e che viene da Newark. Jane fa riunire tutti gli impiegati e li porta al caveau: qui rivela che tra di loro c'è il killer di Wright. Avendo avuto tempo per leggere e verificare la lista degli utenti affittuari delle cassette di sicurezza, il consulente sa già chi è il killer e qual è la cassetta dov'è stata nascosta l'arma del delitto. Lisbon propone al killer un patteggiamento di 10 anni di carcere se ammetterà il delitto aprendo la cassetta dov'è nascosta l'arma. Man mano che Jane si avvicina a scoprire la cassetta contenente l'arma del delitto, Lisbon aumenta di 5 anni la sua offerta. Il consulente del CBI si avvicina fino a intuire che probabilmente è nella cassetta di Hudson che si nasconde l'arma e in quel momento la Sterling da la chiave della cassetta, ammettendo l'omicidio. Al CBI la donna ricostruisce i fatti: dopo aver trovato il biglietto per il Brasile, capisce che Wright voleva lasciarlo e, avendo spiato il compagno, poiché sospettava un tradimento, riesce a risalire alle e-mail che Wright scambiava con Hutten, conoscendo tutti i dettagli della rapina; quando i rapinatori se ne andarono, la Sterling entrò nel caveau e uccise Wright, nascondendo l'arma nella cassetta ma scordandosi di chiudere il caveau delle cassette.

## Faida rossa
- Titolo originale: Blood Feud
- Diretto da: Anton Cropper
- Scritto da: Jordan Harper

### Trama
Rigsby è arrestato dal Professional Standard Unit (PSU), gli affari interni del CBI. Convocato da LaRoche, l'agente della squadra di Lisbon rischia un'accusa di omicidio. Un flashback ci riporta a una settimana prima. Carson Springs. Rigsby è chiamato per una sparatoria al confine del paese, Lisbon e Jane lo raggiungono 20 minuti dopo. La vittima è Andy Hoff, parrucchiere. La città è divisa tra due gang in una guerra per il controllo del traffico di droga: i Lo Riders e gli Overton. Il consulente del CBI capisce che c'è un secondo uomo ferito nelle vicinanze: entrato in un casolare, Rigsby trova il padre ferito. Si ritorna al presente, nell'ufficio di LaRoche: il capo del PSU sa che l'ultima volta che i due hanno parlato di suo padre, Rigsby gli creò e si creò un falso alibi, aiutato anche dalla complicità dell'amico e collega Cho. LaRoche insiste: Steve Rigsby è un criminale, arrestato per contrabbando, droga, omicidio colposo, ed è stato sergente in armi dell'Iron Gods, una gang motociclistica. Un altro flashback ci riporta all'ospedale: Steve Rigsby è raggiunto dal figlio e da Lisbon; i medici sono riusciti a estrarre tutti i proiettili che aveva in corpo eccetto uno, che è troppo vicino al cuore per essere rimosso. Al CBI viene interrogata un'amica di Hoff: i genitori della vittima sono deceduti e Hoff era il figlio di Tom Overton, capoclan dell'omonima gang. Un fiume che attraversa la città divide la zona d'influenza degli Overton da quelli dei Lo Rider. L'ultima guerra fra clan risale a dieci anni prima, quando ci furono trenta morti, tra i quali anche Tom Overton. Van Pelt va a parlare in una palestra di Carson Spring, zona neutrale tra le gang, incontrando Moss, il capo della palestra ex membro di una gang, i Cobra. Jane e Cho vanno all'ospedale per trovare Steve Rigsby ma l'uomo è scomparso.
Sacramento. Nell'ufficio di LaRoche continua l'interrogatorio tra Rigsby e il capo del PSU. Steve Rigsby è riuscito a fuggire dall'ospedale rubando i vestiti di un uomo nella stanza accanto ed è scappato. Wayne Rigsby decide quindi di indagare assieme a Cho: vanno a trovare Rocket, già conosciuta in precedenza per aver aiutato Steve Rigsby a eliminare un concorrente nel suo traffico di sigarette. Carson Springs. Rigsby rintraccia il padre in un locale della città. A casa Overton, Lisbon e Jane vanno a parlare con il capo della gang, Sue, la moglie di Tom Overton, ma il colloquio è inconcludente. Van Pelt ritorna alla palestra per parlare con Moss mentre il mentalista e Lisbon vanno a chiacchierare anche con i membri dei Lo Riders, al cui comando c'è Beltran. Qui i due trovano un membro dei Lo Riders che è stato pestato prima dell'omicidio: Beltran spiega agli agenti che c'è stato un piccolo malinteso con gli Overton riguardo a un parco dove cominciare un nuovo mercato della droga e che il suo uomo ne ha pagato le conseguenze. Jane capisce che c'è un terzo uomo che vuole iniziare una guerra tra i Lo Riders e gli Overton. Al bar Steve Rigsby spiega al figlio che qualcuno aveva minacciato Hoff e che lui era andato semplicemente ad aiutarlo. Qui si scopre anche che la fidanzata di Wayne Rigsby, Sarah Harrigan, l'ha lasciato dopo che quest'ultimo aveva finto la morte nel caso di John il Rosso. Steve Rigsby decide quindi di andare a trovare suo nipote Ben, ma muore nel locale. Rigsby, in lutto, viene congedato da Lisbon ma Cho intuisce che l'agente vuole farsi giustizia da solo e anche Jane, pur non avendo potuto ascoltare la conversazione, gli consiglia di lasciare il killer al CBI. Lisbon e Jane vanno a trovare Moss in palestra: secondo Lisbon c'è una terza gang pronta a entrare nella guerra della droga ma Moss non sembra dello stesso parere. Allora Jane decide di proporre un meeting tra gli Overton e i Lo Riders alla palestra. Con un trucco, Jane riesce a far incontrare Sue Overton e Beltran, i capi delle gang, nella palestra di Moss. Determinato a compiere la sua vendetta, Rigsby si reca alla palestra. Al meeting tra Sue Overton e Beltran, si scopre che qualcuno ha detto a Beltran che il parco era una zona aperta e alla Overton che Beltran ha ucciso suo nipote, Hoff. Nella stanza sono presenti anche Moss, Jane e, nascosto, Rigsby. Dopo che il consulente del CBI li fa ragionare, i due capiscono che Moss ha cercato di mettere l'uno contro l'altro: scoperto, il capo della palestra tenta di fuggire, braccato da Rigsby; uscito dall'edificio Moss fugge per strada, inseguito a distanza ravvicinata da Rigsby. A un certo punto parte un conflitto a fuoco: Rigsby risponde, colpendo due volte Moss. Quando quest'ultimo, ingannando Rigsby, tenta di sparargli nuovamente, l'agente lo uccide, compiendo la sua vendetta. Poco dopo arrivano anche Lisbon e Cho, che non hanno visto la scena.
Sacramento. Nell'ufficio di LaRoche, quest'ultimo conferma a Rigsby che è confermata la sua sospensione dal servizio. In seguito LaRoche si reca nell'ufficio di Lisbon, dove trova anche Jane: il capo della PSU dice agli agenti che tramite il suo rapporto sul caso Hoff, Rigsby risulterà pulito, senza accuse di omicidio. Inoltre LaRoche ha capito che tutta l'operazione finale è stato un piano ben congegnato da Jane: il mentalista ha fissato l'incontro in un luogo dove Moss avrebbe dovuto per forza scappare, chiamando Rigsby sulla scena e consentendogli di compiere la propria vendetta.

## Alba rossa
- Titolo originale: Red Dawn
- Diretto da: Chris Long
- Scritto da: Tom Szentgyorgyi

### Trama
Sacramento, circa otto anni prima. John il Rosso ha ucciso la moglie e la figlia di Jane da un anno. Jane decide di recarsi negli uffici del CBI: spaesato, incrocia Cho, suo futuro collega, e parla con Rigsby. Di Jane non si aveva traccia da sei mesi, ed è arrivato al CBI per parlare con il detective a capo delle indagini sul caso di John, l'agente Teresa Lisbon, che è a capo anche dell'unità e che ha rilevato il caso dalla polizia di Sacramento. Nel frattempo il CBI è impegnato in un omicidio avvenuto nella Contea del Nevada. Jane viene fatto portare fuori dal CBI da Steve Hannigan, agente dell'unità di Lisbon. Mentre aspettano l'ascensore, Jane parla con Hannigan: l'agente ha problemi di autocontrollo e di carattere; quando Jane glielo fa notare, Hannigan gli tira un pugno sul naso, venendo redarguito da Lisbon. Con il capitano Virgil Minelli, Lisbon studia la situazione. In questo momento John conta 10 vittime, sono stati fatti centinaia di interrogatori ma non si ha ancora alcun sospettato. Inizialmente Minelli propone a Jane di aspettare il ritorno dell'unità di Lisbon negli uffici del CBI ma in seguito opta per mandarlo su una scena del crimine assieme a Lisbon. Sulla scena del crimine Jane conosce anche Cho, altro membro dell'unità guidata da Lisbon. La vittima è Winston Dellinger, ucciso con tre colpi di pistola. Jane indirizza gli agenti a una donna che presumibilmente era con la vittima. Lisbon porta con sé Jane a casa della vittima. Il padre della vittima sospetta che qualcuno che ha messo in prigione si sia vendicato uccidendo il figlio. Jane dice al presidente di corte d'appello Dellinger che suo figlio aveva ricominciato a bere. Si scopre che Jane aveva ragione: la vittima era con una donna, Kelly Burbage. Ritornato al CBI, Jane ottiene di leggere i rapporti su John il Rosso, prendendo posto in una scrivania inutilizzata (che verrà sostituita dal divano, in seguito). Cho interroga la Burbage: Dellinger era ubriaco. La ragazza indirizza gli agenti verso Emmet Cox, uno stalker della Burbage, già arrestato più volte per aggressione. Interrogato al CBI, Cox voleva seguirlo, aggredirlo e derubarlo ma dice agli agenti di averlo perso e d'aver lasciato perdere. Indagando su Dellinger, Cho scopre che in passato aveva investito Mia dos Santos, andando a interrogare il detective Kim: da quest'ultimo Cho scopre che il sangue sull'auto non era risultato essere di Mia dos Santos e che quindi l'accusa per omicidio colposo cadde, rimanendo solo quella per guida in stato d'ebrezza. Lisbon, portandosi ancora Jane, va a parlare con la famiglia della dos Santos. Ritornato al CBI, Jane ottiene il primo blocco di file su John. Lisbon chiede l'aiuto di Jane: dopo aver radunato i principali sospettati, il capo dell'unità chiede a Jane di scoprire chi mente tra i sospettati per scoprire il killer e Jane acconsente. Entrati nella stanza, Lisbon qualifica Jane come consulente del CBI. Quest'ultimo chiede ai sospettati chi sia il killer di Dellinger e la domanda spazientisce i presenti: a questo punto Jane comunica a Lisbon che è quasi certo di sapere chi è l'omicida e dà inizio a un suo show usando dei tarocchi improvvisati. Il mentalista riesce a incastrare il detective Kim, consegnandolo agli agenti del CBI. Interrogato da Cho, Kim rivela d'aver falsificato le prove contro Dellinger facendo un patto con il padre, che temeva per la vita del figlio qualora questo fosse andato in prigione: Kim avrebbe falsificato le prove dell'omicidio dos Santos e il giudice avrebbe dovuto favorire la crescita del bar. Dellinger chiama Kim, dicendogli che aveva investito qualcuno, ricattandolo: se Kim non l'avesse aiutato, Winston Dellinger avrebbe rivelato il suo patto con il padre. Kim decise di ucciderlo. In realtà Dellinger non aveva investito un uomo, bensì un cervo. A seguito del lavoro fatto a favore del CBI, Minelli decide di assumere Jane come consulente del CBI: Hannigan però, non volendo lavorare con Jane, viene trasferito. Al suo posto la squadra decide di prendere un nuovo agente tra i cadetti della polizia di Sacramento (Sacramento Police Department, abbreviato SACPD). Lisbon scorta Jane verso una stanza nella quale sono presenti tutti i fascicoli riguardanti John il Rosso. In serata il direttore dell'FBI Alexa Schultz chiama Minelli, chiedendogli novità sul caso di John il Rosso e informandolo del fatto che Jane è stato in un manicomio negli ultimi sei mesi. Jane decide di mettere il divano al posto della scrivania che c'era in precedenza.
- Note: questo è l'episodio numero 100 della serie e racconta le origini della squadra.

## Rosso d'invidia
- Titolo originale: Cherry Picked
- Diretto da: John F. Showalter
- Scritto da: David Appelbaum

### Trama
Sacramento. Si ritorna al caso Martins, che ha visto la complice di John il Rosso riuscire a fuggire dalla prigione della contea di Sacramento. Diciannove giorni dopo, Jane interroga gli autisti che trasportavano i prigionieri e gli rimangono quattro sospettati. Lisbon invita Jane ad andare sulla scena di un crimine: Casey Boris, guardia giurata, viene trovato morto. Sulla scena del crimine Jane avvicina Isaac Goodwin, banchiere, ed entra nell'abitazione del fratello e della moglie del fratello di Goodwin. Con un tranello Jane riesce a far ammettere al banchiere che il fratello e la moglie del fratello sono stati rapiti. A casa Goodwin, Brenda Shettrick raggiunge Lisbon: il caso Goodwin dev'essere gestito con delicatezza per ordini di Bertram, poiché Marcus Goodwin lavora per il governo. Andando in giro per l'abitazione, Jane capisce che Marcus Goodwin e la moglie, Pella, non sono stati rapiti: in questo momento Marcus e Pella Goodwin entrano nella propria abitazione. Le persone rapite risultano essere Gary e Sloane, i due migliori amici dei Goodwin. Il rapitore contatta i Goodwin con una videochiamata ma trova Lisbon e chiede un riscatto di 5 milioni di dollari; Jane capisce che l'intenzione del rapitore era di rapire proprio Gary e Sloane, quindi cerca di convincerlo a scendere a 3 milioni. Gli agenti rimangono a casa Goodwin: il rapitore contatta nuovamente i Goodwin, pretendendo 4 milioni. Mentre Jane va a parlare con un altro autista, Cho e Rigsby scoprono qualcosa sul veicolo del rapitore. Jane scopre l'autista che ha permesso alla Martins di fuggire, il vice-sceriffo Walter Demunn, ma l'autista dice di non averla mai vista ed esce dal CBI, poiché il consulente non può trattenerlo. Cho e Rigsby risalgono alla proprietaria del furgone: quest'ultima ha venduto il veicolo a un uomo e viene portata al CBI per fare un identikit. I Goodwin arrivano a racimolare 3 milioni: durante una terza videochiamata, Jane prende posizione e impone al rapitore di liberare un ostaggio. Un'ora dopo Sloane telefona al CBI: arrivata negli uffici dell'agenzia, la donna non rivela nulla poiché durante il rapimento è rimasta bendata. Il mentalista decide di entrare illegalmente a casa Demunn, ispezionandola. Nel frattempo Rigsby scorta la Sloane in un appartamento; la donna contatta il rapitore, Vince: in realtà è complice del rapimento di Gary e vuole la sua morte. La mattina seguente, Sloane viene microfonata dagli agenti del CBI e inizia un altro piano di Jane: Lisbon fa finta di aver trovato il rapitore e viene raggiunta da Rigsby. Nel frattempo Cho si avvicina a Sloane ma quando Lisbon dice di essere colpita si precipita verso di lei, lasciando Sloane sola; la recita prosegue e vede, secondo Jane, Rigsby protagonista di una buona performance, a differenza di Lisbon, troppo teatrale. Van Pelt monitora Sloane grazie alle telecamere ma la donna raggiunge una zona non monitorata dalle telecamere, si traveste e sfugge alla cattura degli agenti del CBI. Van Pelt rintraccia il numero del rapitore: Vince è nel seminterrato dell'edificio e viene immediatamente arrestato dagli agenti, che rivela a Rigsby dove si trova Gary, dopo aver capito che la donna l'ha tradito. La Sloane viene raggiunta dagli agenti del CBI, che avevano messo un localizzatore tra le banconote, Jane aveva capito che in realtà uno degli ostaggi era complice della rapitore, quando aveva chiesto il rilascio e non aveva risposto subito, segno che Vince non era la mente del rapimento. In serata Demunn torna a casa e vi trova Jane all'interno: il mentalista rivela che conosce la situazione; Demunn ha violentato una detenuta e l'FBI è venuto alla conoscenza del fatto, ricattando Demunn e costringendolo a spostare la Martins in un altro luogo. Demunn spiega a Jane che l'agente dell'FBI che l'ha contattato è l'agente Nemo (in latino "Nessuno"). Demunn rivela al consulente dove ha portato la Martins e infine è arrestato dalla polizia di Sacramento.

## Inchieste rosso sangue
- Titolo originale: If It Bleeds, It Leads
- Diretto da: John Showalter
- Scritto da: Eoghan Mahony

### Trama
Loma Vista Point. Un'auto rischia di travolgere cinque ragazzi, sfonda il guard rail e finisce al fondo di un dirupo. Subito dopo un uomo esce dalla propria auto, raggiunge il veicolo che si è schiantato, trova la donna alla guida della macchina e la finisce, rubandole la borsa. Il CBI è chiamato sulla scena e Jane ricostruisce il crimine. Al CBI si ha la conferma dell'omicidio di Cassie Floods: i freni erano stati manomessi. Lisbon e Jane vanno negli studi televisivi dove lavorava la vittima. Cho e Rigsby si recano al Bells Glen Speedway, una pista automobilistica, dove arrestano Dickie Yants, reo d'aver inviato una lettera minatoria agli studi televisiva dove lavorava la Floods. Jane raggiunge Tara Skye, giornalista televisiva collega di Cassandra "Cassie" Floods. Parlando con la Skye in presenza di Lisbon, Jane scopre che la giornalista era gelosa della vittima sia dal punto di vista sentimentale sia da quello professionale. Mentre Jane tenta di entrare in una prigione federale, Lisbon va a parlare con Ed Hunt, conduttore televisivo che è alla presentazione della Volker Intergalactic e che ha già pubblicizzato la compagnia di Volker tramite un'intervista televisiva fatta dalla vittima a Volker stesso. Al CBI, Van Pelt e Rigsby risalgono all'uomo che aveva una relazione con la Floods, Steve Berman, che dice agli agenti che la Floods è stata uccisa da Tommy Volker. Lisbon interroga nuovamente Volker ma non ottiene nulla. L'agente del CBI va quindi a parlare con Amanda Shaw, l'assistente di Volker. Quando la Floods è morta, Shaw e Volker erano a San Francisco con un alibi solido. Messa sotto pressione da Lisbon, l'assistente di Volker rivela che dopo l'intervista televisiva, la Floods ritornò da Volker e cominciò a fare domande sul progetto geotermico in Amazzonia e sugli abitanti di un villaggio massacrato; Volker negò ma Amanda sapeva che l'uomo mentiva. Nel frattempo, Jane ha ideato un piano per risolvere il caso Floods.
Jane va da un ottico e in seguito si reca negli studi televisivi, dove raggiunge Lisbon e Cho. Qui, il mentalista decide di andare in onda a fianco di Ed Hunt. Al ritorno dalla pausa pubblicitaria Hunt apre con il caso Floods e introduce Jane, che rimpiazza la giovane Skye e il suo spazio per il meteo. Jane rivela che il CBI ha scoperto il killer: quando Hunt riassume i fatti, portando il consulente del CBI a parlare della pista di Bells Glen, per la quale lo studio aveva ricevuto delle lettere minatorie, Jane inizia a improvvisare, contro le previsioni di Hunt e del regista. Dopo aver incalzato il conduttore, Jane prende gli occhiali comprati dall'ottico e dice a Hunt che sono stati trovati nell'auto della Flood, portando Hunt a commettere un errore: in un lapsus, il conduttore ammette che è impossibile che siano i suoi perché non li stava indossando [mentre manometteva la sua auto]. Davanti a milioni di telespettatori, Hunt è costretto a scappare dagli studi, inseguito dall'agente Cho, mentre Jane è lasciato a condurre il telegiornale per qualche istante. Hunt è arrestato e portato al CBI: al quartier generale, afferma di aver manomesso l'auto della vittima a causa del fatto che la Flood gli stava rubando il posto di lavoro e per via di Volker, che l'aveva sfidato nel manomettere l'auto. Come Jane si aspettava, Hunt non ha le prove che incastrerebbero Volker. Perciò Lisbon chiama la Shaw, l'unica a conoscere la verità su Volker. L'assistente di Volker è però uccisa in serata dallo stesso killer commissionato da Volker per uccidere la Floods, ed è trovata impiccata a casa sua. In mattinata Volker, imperterrito, si presenta a casa Shaw, dove rivela a Lisbon che la Shaw ha lasciato un ultimo messaggio d'addio dando tutta la colpa del suo "suicidio" all'agente. Al CBI, Robert "Bob" Kirkland, agente della NSA, raggiunge Lisbon e le comunica di non dare ulteriori problemi a Volker, uomo potente che condiziona anche diverse campagne. Uscendo dal CBI, Kirkland incrocia anche Jane: il mentalista non lo conosce, l'agente della sicurezza nazionale invece sì.

## Vele rosse al tramonto
- Titolo originale: Red Sails in the Sunset
- Diretto da: Simon Baker
- Scritto da: Daniel Cerone

### Trama
In un cinema, Jane s'incontra con Stiles, che è in debito di un favore nei confronti del mentalista. Con l'aiuto di Stiles, inizialmente contrario, Jane riesce a far evadere Lorelei Martins dalla prigione federale di Chowchilla, nella contea di Madera. Il consulente del CBI porta la sua macchina in un posto isolato, inserisce le chiavi d'accensione nell'auto, prende una spranga, sfascia il vetro del finestrino, lascia la porta dell'auto aperta e se ne va. Grazie ad alcuni agenti consenzienti e membri di Visualize, Jane incontra la Martins e la convince ad andare assieme a lui. Lisbon raggiunge Kirkland nell'ufficio del capo dell'unità: la Martins è evasa di prigione e Jane è scomparso; nonostante i pochi dubbi di Kirkland e degli agenti, tutti sanno che i due episodi sono collegati e l'auto di Jane è trovata abbandonata. Arrivati sulla scena, Lisbon e Kirkland trovano un ultimo messaggio di Jane all'indirizzo di Lisbon "c'è qualcuno che mi segue", quindi sembra che qualcuno l'abbia rapito. In un briefing, Kirkland e Lisbon aggiornano gli agenti del CBI: si presume che la Martins abbia rapito Jane per vendetta o per portarla da John il Rosso. L'agente della sicurezza nazionale e Lisbon iniziano le indagini partendo dalla madre dell'ex detenuta. Mentre sono su una spiaggia che si affaccia su un oceano, Jane e la Martins vengono raggiunti da una guardia forestale: a causa dei troppi indizi, la guardia capisce che Jane non è da solo ma la Martins, nascosta dietro a delle rocce (nonché ricercata per la fuga della prigione), riesce a non farsi vedere pur comunicando con la guardia forestale. I due quindi, riescono a fuggire. La guardia forestale, accortosi del fatto che i due sono ricercati, chiama il CBI: Lisbon e Kirkland, accompagnati dalla guardia, arrivano sulla spiaggia e la guardia forestale espone i fatti, nonostante sbagli completamente il luogo dove si era svolto l'incontro: la guardia spiega agli agenti che Jane, nervoso, era minacciato dalla Martins, che aveva un'arma con sé, rafforzando la tesi che vede l'ex detenuta coinvolta in prima persona nel presunto rapimento di Jane. Il mentalista e la Martins raggiungono un autogrill, dove Jane si rifornisce cercando anche di cambiare aspetto a se stesso e alla fuggitiva; quando esce dal negozio l'auto e la Martins sembrano scomparse ma la ragazza ha semplicemente spostato la macchina.
Al CBI, Dana Martins chiede di parlare con Lisbon: quand'era piccola, trent'anni prima, la donna, che aveva problemi di droga, aveva venduto la sorella di Lorelei, Miranda, che aveva due anni, mentre Lorelei ne aveva cinque; Dana Martins aveva venduto la bambina a una coppia di rumeni, Marta e Virgil Roman. Interrogati, i due affermano che Miranda aveva subito dato problemi, che era infelice e che quindi avevano deciso di rintracciare Lorelei, riavvicinandola alla sorella, che in seguito fu uccisa. Jane e la Martins si rifugiano in un hotel per la notte, diretti verso una baita che in passato era frequentata dalle sorelle Martins: il mentalista sceglie appositamente una camera con la televisione guasta perché la Martins potrebbe capire il piano di Jane. L'ex detenuta racconta della morte della sorella a Jane, contemporaneamente Kirkland aggiorna Lisbon dello stesso omicidio: cinque anni prima Miranda fu rapita, violentata e lasciata incatenata in un magazzino per almeno due giorni e quando la temperatura dell'edificio salì a gradi molto elevati Miranda Martins morì. Sul caso Martins non ci sono né prove né testimoni. Con una scusa, Jane esce e telefona a Lisbon: all'agente Jane dice di essere stato rapito e di rischiare la vita e Lisbon informa il consulente del CBI che la Martins ha lasciato un messaggio sul pavimento prima di morire, ovvero il nome "Roy"; Miranda era stata uccisa da John il Rosso, noto anche come Roy Tagliaferro. Tramite la radio, la Martins scopre che Jane l'ha tradita, facendola passare come sua rapitrice; il consulente decide quindi di rivelargli che John ha ucciso sua sorella e che quindi l'ha ingannata, ma la Martins continua a negare. In questo momento la Martins rivela che Jane e John il Rosso si sono già conosciuti e si sono anche stretti la mano, in un'occasione. I due partono velocemente verso la baita. Al CBI le piste si dividono in due: Jane e la Martins potrebbero dirigersi verso un aeroporto o più probabilmente verso una baita alla quale qualcuno continua a pagare le tasse da cinque anni, nonostante questa baita sia disabitata. Inizialmente scettico Jane si dirige alla baita: qui decide di separarsi dalla Martins, per rallentare gli agenti. Jane inscena un incidente con l'auto poco prima che gli agenti del CBI arrivino alla baita e viene salvato dagli agenti. Al CBI, Lisbon sa che Jane ha architetto il piano della fuga della Martins e del rapimento. Ma ne è valsa la pena poiché adesso Jane sa che il serial killer John il Rosso è qualcuno che conosce.

## Bolide rosso
- Titolo originale: Black Cherry
- Diretto da: Elodie Keene
- Scritto da: Erika Green Swafford

### Trama
Jane sta compilando una lista in un taccuino: la lista prevede tutte le persone con le quali Jane ha stretto la mano, per via della precedente dichiarazione della Martins che aveva rivelato al mentalista che John aveva conosciuto e aveva stretto la mano a Jane. Lisbon e Jane sono accolti su un campo da golf da Chip McGavin, che ha scoperto il cadavere di Lemuel "Lem" McVie, membro di una gang massacrato con un corpo contundente e poi trasportato nel campo da golf. Lisbon e il consulente vanno a parlare con la famiglia della vittima, rappresentata dalla sorella e dal fratello. La figlia della vittima spiega a Lisbon che la vittima aveva lasciato la gang tre anni prima, cominciando una nuova vita. Aveva trovato un lavoro come agente immobiliare. Cho si reca alla Divisione Gang del CBI: McVie aveva riusciva a vendere droga coprendo un raggio di circa dodici isolati ma era uscito dalla gang circa due anni prima. Lisbon e Jane si recano alla proprietà Wintergrove: gli agenti sono portati nell'ufficio di Nathan Dilmer, il presidente della società. Nell'ufficio arriva anche un ex collega di McVie, che rivela agli agenti che un mese prima la vittima era andato al lavoro con un occhio nero. Al CBI si ha la conferma da Van Pelt: la vittima aveva delle fratture precedenti alla morta, una alla costola risalente a un mese prima ma era da circa un anno che subiva percosse. Alla ricerca della sorella, gli agenti tornano a casa McVie. Il fratello della vittima rivela dove sta andando la sorella e gli agenti la raggiungono mentre minaccia altri uomini vicino a un bar: vengono arrestati Juliana McVie e alcuni degli uomini minacciati dalla ragazza. Quando McVie lasciò la gang, l'uomo per cui spacciava, Shade, non riuscì più a ricavare i guadagni che ottenendo con la vittima perciò cominciò a picchiarlo più volte. Si risale alla vera identità di Shade: trattasi di Jeron Slaughter, già arrestato per diversi crimini. Il magazzino nel quale Shade si reca più volte a settimana sembra sia una fortezza, quindi Cho chiede l'assistenza della nuova squadra anti gang che la Divisione sta formando. Jane ritorna a Wintergrove per indagare mentre Cho entra nella squadra anti gang per assistere all'assalto nel magazzino della gang: al magazzino Cho trova l'auto della vittima e arresta Shade. Contemporaneamente il consulente del CBI riesce a scoprire il luogo nel quale è stato ucciso McVie, ritrovando il suo gemello. Al CBI, Cho interroga Shade, che ammette solamente di aver rubato l'auto della vittima. Jane decide di incastrare il killer: preleva l'auto di McVie, la porta alle proprietà Wintergrove e mette un biglietto nel quale chiede al killer di portare $ 50.000 nel luogo in cui ha ucciso alle 22:30 del giorno stesso altrimenti andrà alla polizia alle 23:00. Al CBI ritorna Sarah Harrigan. Dopo aver rafforzato il tranello, Jane e Lisbon entrano nell'abitazione dove McVie è stato ucciso e qui arrivano tre uomini, due colleghi di McVie e il suo capo, che vengono tutti arrestati dopo che Jane è riuscito a confonderli mettendo l'uno contro l'altro. Durante la gita annuale a Carrington, i tre uccisero erroneamente un cacciatore in presenza di McVie che, volendo andare alla polizia, fu attirato in un'abitazione e lì fu ucciso dai tre, che lo trasportarono al campo da golf. Usciti dalla casa però non ritrovarono più la sua auto, che era stata presa da Shade. Il capo della Divisione antigang del CBI decide di assumere Cho nella squadra e l'agente accetta. Nel frattempo Lisbon convince la Harrigan, inizialmente contraria, a far cadere le accuse contro Juliana McVie. Infine Jane ha completato la sua lista di possibili John il Rosso, non gli resta che cominciare a escludere i nomi.

## Panama rosso
- Titolo originale: Panama Red
- Diretto da: Guy Ferland
- Scritto da: Michael Weiss

### Trama
Clearlake, Rock Climbing Gym. La vittima è Jeremy Reese, botanico, e gli agenti vanno a ispezionare la sua abitazione. Nella casa della vittima Jane, dopo aver raggiunto i colleghi, riesce a far scoprire una cassaforte e una scatola rompicapo. Viene interrogata una consigliera di Reese al college e aveva avuto qualche screzio con il suo capo. Gli agenti si recano a una fattoria di Clearlake dove si coltiva marijuana e dove gli agenti vanno a parlare con Matthew Gold, capo di Reese. Parlando con un ragazzo, collega di Reese, Jane scopre che la vittima aveva molti soldi, ottenuti probabilmente trafficando la droga. Al CBI, il capo della Divisione anti-gang decide di prelevare Cho, nonostante il parere avverso di Rigsby ma contando su quello favorevole del capo Lisbon. Da mesi Reese guadagnava $ 10.000 ogni mese da una banca nelle isole Cayman. Al CBI, Jane risolve il rompicapo riuscendo ad aprire la scatola. Nel frattempo la Divisione anti-gang fa una retata in un magazzino dove si ricicla denaro: quando Cho sta per arrestare un fuggitivo spunta Summer, incinta, che lo distrae, consentendo al fuggitivo di scappare tranquillamente. Quello che Jane trova nella scatola rompicapo di Reese è un pass per accedere alla G.J. Allen Tobacco Research Labs, edificio nel quale Jane entra e viene arrestato dalle guardie giurate. Aiutato da Lisbon, Jane viene liberato e, arrivato assieme a Lisbon, alla postazione di Reese, Jane trova una cimice. Reese lavorava per la Allen Tobacco e, dopo aver avuto una discussione con il suo capo, decise di rubare dei semi di marijuana. Summer, arrestata è portata al CBI, dove è interrogata da Cho: a differenza dell'agente del CBI, il capo della Divisione gang, Summer verrà accusata a causa della sua presenza nei pressi del magazzino, presumibilmente come palo della gang. Al CBI, Pearce, una delle guardie giurate alla Allen Tobacco viene arrestato ma non rivela nulla. Chak, l'amico di Summer sfuggito a Cho, viene arrestato da Cho e da Rigsby. Jane mette in giro un falso contatto di Reese, Olivier Gans, un presunto mediatore di una società farmaceutica. Negli uffici del CBI, Chak chiede di patteggiare col procuratore Ardiles in cambio darà al CBI l'intera organizzazione di falsari. Jane decide di andare al funerale di Reese, dove continua a mettere in giro il falso nome di Olivier Gans. Al Vista Hotel, il mentalista spiega il suo piano a Lisbon: Rigsby farà finta di essere Olivier Gans e il messaggio cifrato che Jane aveva messo sotto il biglietto consegnato ai maggiori sospettati recitava "venerdì alle 15.00 all'Hotel Vista". Dopo un quarto d'ora si presenta la direttrice del programma della marijuana nella Allen Tobacco che, quando sta per proporre i semi a Gans/Rigsby, trova alla porta il capo della fattoria di Reese, Matthew Gold. A questo punto Jane fa ripetere a Rigsby quello che sta dicendo tramite il microfono e propone ai due di dividersi i $ 4 milioni di Gans/Rigsby in due parti da 2 milioni. A questo punto Gold decide di accettare i 2 milioni ma la direttrice della società non accetta, volendo l'intero bottino. Quando Gans/Rigsby minaccia di andarsene la direttrice accetta ma Gold insiste, dicendo di aver rubato i semi dalla cassaforte di Reese, dopo averlo ucciso. Gold è arrestato con l'accusa di omicidio mentre la direttrice è arrestata con l'accusa di spionaggio industriale. Al CBI i due confessano: Gold ha ucciso Reese ma la direttrice aveva sostituito i semi del suo progetto con altri simili ma senza alcun valore. A causa di Summer, che sta per sposarsi, Cho viene cacciato dalla squadra anti-gang e infine Jane prepara una scatola rompicapo per Lisbon, dove sono contenute le sue chiavi: contro le previsioni del consulente, Lisbon prende un martello dal suo cassetto, spacca la scatola e preleva le chiavi.

## La collana di rubini rossi
- Titolo originale: Days of Wine and Roses
- Diretto da: Eric Laneuville
- Scritto da: Rebecca Cutter

### Trama
Si ritorna al caso Volker. Lisbon va a chiedere un mandato per i documenti personali di Thomas Volker al giudice Chambers. Lisbon ha pagato a sue spese una seconda autopsia sul corpo della Shaw, che rivela che la donna è stata uccisa, quindi non si è suicidata. Una donna non identificata viene trovata morta in un parco dove si spaccia droga. Poco distante, Jane decide di intraprendere una partita di scacchi contro un barbone Walter, andando a sostituire un altro barbone con la promessa di vincere e restituirgli i soldi che sta giocando: il mentalista annuncia all'avversario di batterlo in sole sette mosse e, dopo averlo battuto, si fa consegnare da Walter il portafoglio che quest'ultimo aveva rubato alla vittima. Grazie al portafoglio si risale all'identità della vittima, Charlotte "Charlie" Coates, modella e figlia di un imprenditore e politico. Un mese prima era stata arrestata con della cocaina e si era rivelata colpevole, andando in un centro di riabilitazione dove la sera dell'omicidio scappò. Lisbon e Jane vanno a parlare con i genitori della vittima. La ragazza faceva uso di cocaina da circa un anno e rubò una collana: solo la cameriera dei genitori sapeva dov'era la collana, perciò i genitori furono costretti a licenziarla. Si risale a un fotografo che la Coates accusava di tradimento, per averla licenziata: gli agenti Rigsby e Cho arrestano il fotografo per possesso di droga. All'Oasis Ranch dove la Coates si disintossicava, Lisbon e Jane parlano con uno psichiatra, il dottor Rubin; quest'ultimo spiega che chiunque può entrare o uscire dalla clinica. Mentre Jane decide di parlare anche con la terapista della vittima, Joanna Lyle, Lisbon opta per tornare al CBI. L'agente viene aggiornata da Van Pelt, che ha delle novità sul caso Volker: la Volker Industries paga una società fantasma 25 000 dollari come oneri per consulenze. I soldi sono guadagnati da parte di Charles Milk, che Van Pelt scopre essere l'automobilista che si presentò sulla scena del crimine del caso Floods, e quindi anche l'assassino della Floods; inoltre Milk risulta tra i testimoni di un caso di un suicidio di una sua vicina, simile a quello di Amanda Shaw, assistente di Volker. Van Pelt comincia a redigere il mandato per la residenza di Milk da inviare al giudice Davis. Jane parla con la Lyle, ma dal colloquio ottiene poco, riuscendo ad andare nella stanza della Coates. Al CBI, Volker anticipa Lisbon, mentre Van Pelt ha inviato il modulo del mandato al giudice Davis. Volker ha scoperto che l'agente Lisbon ha chiesto un mandato per i suoi resoconti finanziari, minacciato il capo dell'unità del CBI. Alla clinica Cho raggiunge Jane per tenere d'occhio il mentalista. Lyle porta Jane e Cho nella stanza della vittima, dove trovano la sua coinquilina, Suzie. Subito dopo Jane si reca alla terapia di gruppo: qui riesce a scoprire che un ragazzo frequentava la vittima mentre l'altro aveva provato ad avere una relazione con la Coates; si scatena una rissa tra i due che porta all'arresto del ragazzo di Coates, Phoenix Bell, figlio di un famoso attore. Interrogato da Cho, il ragazzo non ha un alibi ma rivela che qualcuno stava seguendo i due quando si vedevano. Nel frattempo Lisbon aggiorna Jane sul caso Volker: nonostante la positività di Lisbon, che con l'arresto di Milk riuscirebbe a riaprire il caso, Jane le dice di stare in guardia.
A questo punto Van Pelt avvisa Lisbon: il giudice Davis ha inspiegabilmente negato il mandato per la casa di Milk. Sorpresa, Lisbon si precipita dal giudice e qui, di fronte alla Davis, capisce che la giudice è stata corrotta da Volker, che poi era andato da Lisbon per sfidarla nuovamente. Al centro di recupero, Jane incontra nuovamente la terapista di Coates e ha un breve colloquio con lei. Tramite Van Pelt, Jane scopre che una certa Margaret Hammersby, una giornalista, ha fatto una commento sull'arresto di Phoenix Bell. Il consulente capisce che Suzie, la coinquilina della Coates è in realtà la giornalista Hammersby, sotto copertura nella clinica per rivelare informazioni e gossip sulle celebrità. Dalla Hammersby si scopre che la Coates stava cercando di scrivere una lettere di scuse in spagnolo, presumibilmente alla cameriera che per causa sua era stata licenziata. Al CBI, Lisbon viene contattata dal dottor Rubin: qualcuno ha rubato diversi oggetti dalle stanze dei pazienti. Jane, che ha rubato gli oggetti, decide quindi di ritornare, per scoprire il ladro. Nel frattempo, Lisbon, alla consueta serata di poker tra i dipartimenti, chiede al giudice Manchester di ottenere un mandato per la casa di Milk. In una stanza della clinica, Jane continua a rubare e, visto da Cho, è costretto a svuotare le tasche. Lisbon raggiunge Jane alla clinica, dove è seduto in una stanza con il dottor Rubin e con la terapista Lyle: qui il mentalista rivela di essere cleptomane, fingendo anche di esser stato iniziato dal padre come rapinatore. A un certo punto Cho chiama Lisbon: nell'auto di Jane è presente una collana di rubini; Lisbon allontana Rubin e Lyle per parlare con Jane a quattrocchi; la terapista decide quindi di controllare se la collana di rubini è nel posto in cui l'ha nascosta e lì la trova, venendo arrestata da Cho. Al CBI, la Lyle aveva un grosso debito e sapendo della collana della vittima decise di ucciderla nel parco. Quando Lisbon ottiene finalmente il mandato dal giudice, Volker chiama l'agente Lisbon, spiegandogli che non otterrà nulla. In quel momento Van Pelt contatta Lisbon: Milk è morto. Arrivati sulla scena del crimine, Lisbon e Jane trovano il corpo di Milk a fianco a quello di Bob e Sara Miller, morti presumibilmente a causa di una sparatoria tra gang.
- Nota. Il titolo originale,  Days of Wine and Roses è una citazione dell'omonimo film, I giorni del vino e delle rose, a sua volta ispirato da un verso di una poesia di Ernest Dowson.

## Piccola Corvette rossa
- Titolo originale: Little Red Corvette
- Diretto da: Randall Zisk
- Scritto da: Ken Woodruff

### Trama
Due mesi prima. Oakland. Un bambino sta giocando con una piccola Corvette rossa telecomandata, quando in un magazzino arrivano Volker, Milk e un altro sicario: Milk uccide un uomo che non voleva dare delle informazioni. Il bambino ha assistito a tutta la scena, nascosto. Quando Milk e l'altro sicario, dopo essersi sbarazzati del cadavere, se ne stanno per andare, il bambino aziona l'auto per un breve istante, venendo scoperto dai due: Milk decide di ucciderlo e affida il compito al suo amico.
Oggi. Il CBI arriva al magazzino, che due mesi prima era sigillato: si scopre il cadavere dell'uomo ucciso da Milk, strangolato con una garrotta. Si ipotizza che Milk abbia avuto un complice. Jane trova la Corvette rossa telecomandata poco distante dalla scena del crimine. Si risale a Horacio Jones, un geologo di una compagnia energetica che appartiene a Volker che doveva testimoniare al grand jury contro Volker. Milk è morto una settimana prima. Jane intuisce che un bambino ha assistito all'omicidio di Jones. Lisbon va a chiedere il DNA di Volker nella sua compagnia: qui l'imprenditore spiega all'agente che Jones faceva parte di un progetto di energia geotermica nell'Amazzonia; quando una tribù locale decise di rivendicare il suolo come terreno sacro, Volker sterminò tutto il villaggio. Infine Volker dà il proprio DNA a Lisbon. Con l'aiuto di Van Pelt, Jane riesce a risalire al bambino: si tratta di Marvin Pettigrew. Su consiglio di Jane, per arrivare ai documenti del caso Jones, Lisbon decide di andare dalla Shettrick per trovare qualcosa con cui ricattare il vice-procuratore Osvaldo Ardiles. Pressato da Lisbon, Ardiles decide di dare le deposizioni del caso Jones all'agente del CBI. Adesso Lisbon ha un debito nei confronti della Shettrick, che gli è stata utile. Jane si reca dalla madre del bambino, scomparso ormai da due mesi. In serata Rigsby trova un collegamento tra Jones e una sua amica, che viene portata al CBI dove è interrogata da Cho ma, come intuisce l'agente Cho, alla ragazza hanno chiesto di non dire nulla e il colloquio è inconcludente. Nella stessa serata la ragazza torna alla compagnia di Volker, dove afferma di aver rispettato l'accordo con Volker, e di lasciare il paese subito, partendo per Londra. Dalla scientifica si risale a Milk, autore dell'omicidio di Jones e di un altro complice non identificato. Lisbon e Cho vanno alla VNX Energy, l'azienda nella quale lavorava la vittima, per indagare. Contemporaneamente Rigsby e Jane vanno alla After School Action Alliance (ASAA), dove Volker sta trascorrendo del tempo con i bambini della scuola. Per cercare di scoprire uno dei suoi scagnozzi, Jane ai avvicina a Volker; il mentalista segnala a Rigsby, appostato in macchina, lo scagnozzo di Volker, e lo fotografa più volte. Lisbon decide di tornare dal giudice Davis per chiedere un mandato alla VNX Energy ma il giudice decide di non voler firmare il mandato: dopo aver avuto un breve scambio di pareri con Jane, l'agente decide di voler mentire al giudice Davis dicendole che hanno già un collega di Jones che vuole parlare ma che gli serve subito il mandato e il giudice decide di firmarlo.
Al CBI, dalle foto che ha scattato alla scuola, Rigsby risale a Don Clyde, un mercenario. Dopo aver ottenuto il mandato, la squadra si dirige alla VNX Energy, ma la trova completamente deserta: Volker è ancora un passo avanti a Lisbon, decidendo di andarla a trovare al CBI, dov'è apertamente sfidato da Jane. Lisbon decide quindi di arrestare Clyde, il braccio destro di Volker: interrogato da Jane e da Lisbon al CBI, Clyde viene incalzato dal consulente, che riesce a scoprire che era stato lui, due mesi prima, a uccidere Jones assieme a Milk. Clyde non uccise il bambino sapendo che uccidere bambini è una cosa inumana dato che a differenza di Voler o di Milk non è uno psicopatico e quindi non volendo fare del male al piccolo, decise di affidarlo a una persona fidata in grado di accudirlo in modo da tenerlo al sicuro. Lisbon sceglie di liberare Clyde, poiché quest'ultimo potrebbe portare gli agenti sulle tracce del bambino prima che l'uomo venga trovato e ucciso da Volker. Mentre aspetta un taxi, Clyde riceve una chiamata da Volker che gli annuncia che sa tutto e che lo ucciderà per averlo tradito: a questo punto Clyde decide di suicidarsi gettandosi contro un autobus in corsa sotto gli occhi di Cho e di Rigsby, che lo stavano pedinando. Nel frattempo, nell'ufficio di Volker è presente Brenda Shettrick, responsabile alle pubbliche relazioni con i media del CBI. La Shettrick consegna a Volker una foto del bambino testimone dell'omicidio Jones e Volker decide di ingaggiare un altro sicario. Al CBI, gli agenti sono in corsa contro il tempo per scoprire a chi Clyde ha affidato il bambino prima di Volker: gli agenti riescono a trovare la donna e il suo appartamento ma ancora una volta Volker li ha anticipati. Sotto la casa della donna, Volker mostra al sicario la foto del bambino che dovrà uccidere, dandogli anche l'arma ma il sicario si rifiuta di uccidere un bambino per le stesse ragioni morali di Clyde e se ne va, lasciando Volker da solo. Indeciso, quest'ultimo, decide di agire in prima persona: sale nell'edificio e irrompe nell'appartamento, non trovando nessuno. Subito dopo scopre che il bambino è allo zoo e si reca li. Cho e Rigsby arrivano con qualche istante di ritardo: Cho telefona a Lisbon e indirizza lei e Jane allo zoo dove potrebbe essere andato il ragazzino, su suggerimento di Risgby. Volker trova il giovane Pettigrew: il bambino intuendo il pericolo cerca di scappare ma Volker lo prende facilmente, portandolo con sé. Il ragazzino riesce nuovamente a fuggire e Volker, inseguendolo, viene trovato da Lisbon, che gli spara, ferendolo per poi tirargli un pugno in faccia in segno di disprezzo, mentre il bambino è ritrovato da Jane. Infine il mentalista riporta il bambino da sua madre.

## Il fienile rosso
- Titolo originale: The Red Barn
- Diretto da: Allison Anders
- Scritto da: Tom Szentgyorgyi

### Trama
Lisbon chiama Jane e insieme si recano su una scena del crimine. Arrivati in un bar, si scopre che in realtà non vi è alcun omicidio ma anzi, Rigsby ha preparato a Lisbon una festa a sorpresa per il suo decimo anniversario al CBI. In questo locale è presente anche Ray Haffner, vecchia conoscenza di Lisbon e di Jane, a causa del quale aveva anche rischiato il licenziamento.
A Elliston alcuni ragazzini aprono una botola e scoprono un seminterrato segreto dove sono stati nascosti tre cadaveri. Le persone sono morte circa vent'anni prima, uccise con un armi da fuoco ma non all'interno del seminterrato. Tra gli oggetti ritrovati sui cadaveri vi sono un anello e un revolver che ha sparato un colpo. Si scopre inoltre che almeno due delle vittime erano legate. Jane esce all'esterno del fienile: qui, sulla facciata della fattoria, scopre il simbolo di John il Rosso. Al CBI, Cho ha la conferma che le vittime sono morte venticinque anni prima (1988) e dall'anello si risale a Lester Bredovich. Il simbolo è di almeno dieci anni prima che John fosse attivo e il serial killer non ha mai usato un fucile come arma. Cho scopre che Bredovich era stato arrestato per droga e ubriachezza molesta durante gli anni ottanta e che nessuno ha mai denunciato la sua scomparsa. Cho e Rigsby vanno a parlare con il fratello di Bradovich, Gordon, che aveva avuto il suo ultimo contatto col fratello negli anni ottanta. Per Gordon il fratello non era scomparso: all'età di 24 anni, Lester Bradovich si era unito alla Visualize ed aveva volutamente tagliato i  ponti con tutti i suoi parenti. Lisbon e Jane partono verso Davis, sede del quartier generale della Visualize, dove sono accolti da Jason Cooper, braccio destro di Stiles. Questi spiega la situazione ai due: nel 1988 le fattorie di Elliston erano di proprietà della Visualize e ci lavoravano solo i membri della setta. Il progetto iniziale era quello di controllare un impero agricolo basato sul grano, impostando le fattorie come delle bio-comunità autosufficienti in grado di controllare i propri prodotti ma, nonostante la Visualize avesse comprato sei fattorie, queste erano gestite da persone incompetenti nel settore, perciò fallirono tutte in un paio d'anni. Bradovich gestiva una fattoria a Elliston assieme a Martin Talbot e Allan Charney: quando la Visualize mandò degli uomini a cercarli non li trovò, pensando che fossero scappati abbandonando la fattoria. Indagando in un locale, Jane e Lisbon, scoprono che c'era un agricoltore, Tom Crayhew, che era in conflitto con i membri di Visualize. Nonostante Bradovich, Charney e Talbot fossero gli unici lavoratori a tempo pieno, spesso la setta portava nelle fattorie lavoratori temporanei e reclute: tra gli altri, Van Pelt riesce a contattare Peter Di Buono, ex agricoltore nelle fattorie di Elliston nel periodo 1986-1987.
Haffner pranza con Lisbon e le rivela che sta lasciando il CBI per aprire un'agenzia di investigazione e le chiede di fare parte della sua società, dicendo che sa che resta per Jane, ma questi prima o poi lascerà il CBI quando avrà catturato John o si staccherà di dargli la caccia, ritenendo che per lui è solo un gioco . Cho e Rigsby si recano alla fattoria di Crayhew a Elliston: l'agricoltore minaccia i due agenti con un fucile. Calmatosi, Crayhew rivela che gli agricoltori della Visualize erano degli incapaci e dei ladri, poiché avevano deviato un ruscello che era di proprietà di Crayhew. Quando l'agricoltore andò a parlare con i membri di Visualize per riavere l'acqua, uno della setta lo minacciò con una pistola. Inoltre i membri della setta torturavano gli animali con dei rituali satanici. Jane e Lisbon si recano dunque a casa di Preston, a Elliston, parlano con la figlia Holly, ma la  madre la veterinaria che voleva denunciare i membri di Visualize soffre di Alzheimer da diversi anni. 
Van Pelt riceve Peter Di Buono, diventato un prete: Di Buono non era un lavoratore della fattoria, ma l'aveva gestita dal 1986 al 1987, quando fu sostituito da Bradovich. Secondo Di Buono, Bradovich drogava i suoi dipendenti per farli lavorare di più. Finito il colloquio con Van Pelt, il prete viene raggiunto da Jane, che gli chiede se riconosce il simbolo di John il Rosso: Di Buono afferma di riconoscere il simbolo. Qualche mese dopo che se andò, ritorno alla vittoria e vide il simbolo: Talbot, all'epoca cinquantenne, gli disse che l'aveva fatto un ragazzo (probabilmente sotto i trent'anni); quando il prete chiese spiegazioni a Talbot sul simbolo, l'uomo gli rispose "significa qualcosa?" e secondo Di Buono il posto aveva qualcosa di malvagio.
Agli agenti del CBI manca il collegamento tra la droga che Bradovich forniva ai suoi dipendenti e lo spacciatore: viene interrogato il capo della polizia di Elliston. Il capo della polizia, all'epoca diciassettenne, spacciava droga rifornendo anche Bradovich. Il proiettile mancante dalla revolver è trovato sotto terra vicino al fienile, come se qualcuno avesse sparato sotto terra, proprio sotto il simbolo di John. In seguito Haffner arriva negli uffici del CBI, chiedendo se le informazioni di Cooper sono state utili: nessuno però, a parte Lisbon e Jane, sa che Cooper ha inviato le informazioni al CBI; Lisbon capisce che Haffner è membro della Visualize, inoltre l'agenzia di investigazione che Haffner vuole fondare è in parte finanziata da Visualize, questi rivela che lo aiutarono quando era un ragazzo sbandato, ma non venera Stiles. Jane raduna i principali sospettati in un locale: Cooper, il capo della polizia, Holly e la madre, Di Buono, il fratello di Bradovich e Crayhew. Quando Jane mostra a tutti il simbolo di John il Rosso, la veterinaria lo riconosce e gli agenti decidono inizialmente di portarla in centrale, ma Holly ammette l'omicidio di Bradovich e ricostruisce i fatti: la notte del triplice omicidio decise di voler andare a vedere cosa succedeva nelle fattorie della Visualize assieme alla madre; a un certo punto la veterinaria litiga con Bradovich e quest'ultimo uccide un maiale sparandogli con un revolver (proprio sotto il simbolo di John il Rosso); in seguito la veterinaria colpisce il membro di Visualize, che restituisce lo schiaffo alla donna; la figlia esce dall'auto, prende un fucile, si avvicina a Bradovich e lo uccide; la donna però rivela che non ha ucciso i restanti membri di Visualize; subito dopo, le due Preston, scesero nel seminterrato del fienile, dove trovarono i corpi senza vita di Charney e di Talbot, già incatenati e uccisi; le due donne lasciarono il corpo di Bradovich assieme agli altri, ma Holly sentiva che qualcuno le stava osservando.
Infine, Haffner si reca nell'ufficio di Lisbon per cercare di ottenere una pena più severa per il killer di Bradovich, ma Lisbon non cede. Quando l'agente chiede a Haffner, che nel 1988 aveva 21 anni, se la Visualize lo avesse mandato in una fattoria a Elliston, Haffner aggira la domanda. La Visualize si rifiuta di dare al CBI la lista dei suoi membri di qualsiasi anno, ma ormai il CBI sa che John il Rosso era nella fattoria di Elliston nel 1988. Il consulente del CBI decide di svelare a Lisbon i suoi progressi sul caso di John: dalla lista che ha redatto, Jane ha escluso tutte le donne e le persone che ha conosciuto per pochi istanti, arrivando da 2146 nomi fino a 408 e con quest'ultima ulteriore prova Jane riuscire a sfoltire nuovamente la lista, avvicinandosi sempre di più al serial killer.

## Denti e artigli rossi
- Titolo originale: Red in Tooth and Claw
- Diretto da: Randall Zisk
- Scritto da: Jordan Harper

### Trama
Come quasi ogni giovedì sera dalla sua "iniziazione", Lisbon è alla partita di poker tra i dipartimenti. Durante la partita Bertram perde diversi soldi contro il giudice Manchester mentre Lisbon viene chiamata per un omicidio: l'agente si reca al NorCal State University Museum of Natural History, già noto agli agenti che l'aveva visitato anche durante il caso Montero, professore dell'Università ucciso da Craig O'Laughlin, agente dell'FBI affiliato a John il Rosso che aveva fatto credere che l'omicidio di Montero era stato a opera dell'agente speciale Madeleine Hightower, al tempo a capo del CBI. La vittima è presumibilmente Linda, una studentessa. Dopo averla riconosciuta tramite Rigsby, che al CBI riesce a confrontare l'anello di Linda con quello della vittima, Jane e Lisbon interrogano Sonia Kidd, preside della facoltà di biologia e sua relatrice. Nel frattempo Lisbon manda Cho e Rigsby a controllare l'ufficio di Linda: qui i due agenti trovano Megan Parker, alunna dell'Università e compagna di Linda. La Parker rivela che la vittima aveva ricevuto una borsa di studio di $ 200.000. Nel suo ufficio gli agenti trovano solo dello zucchero di canna; inoltre Linda aveva un ragazzo al di fuori della scuola. Lisbon va a parlare con Paul Freedman, professore associato dell'Università. Si risale al ragazzo di Linda, un poliziotto della polizia di Sacramento, Ray Moren, che dovrà essere interrogato da Cho e da Jane; Van Pelt è entrata in un programma avanzato di indagini al computer che le consente di lavorare per la polizia di Los Angeles ma all'agente serve un rimborso spese entro i prossimi due giorni. Lisbon va a parlare subito con Bertram: nonostante le sue proposte, il direttore del CBI è ancora sconvolto dalla vittoria a poker del giudice Manchester e, arrabbiato, decide di non dare il rimborso spese a Van Pelt. Jane e Cho vanno a parlare con Moren, che è in servizio: in un locale, un ladro ha rubato dei soldi al commesso. Nel giro di un minuto Jane risolve il caso: non esiste nessun ladro, poiché è stato il commesso stesso a rubare i soldi. Interrogato da Cho, Moren rivela che aveva lasciato la vittima perché qualcuno gli aveva inviato un profilo di Linda su un sito di incontri. Nel suo ufficio, Lisbon chiede l'aiuto di Jane per convincere Bertram a dare il rimborso spese a Van Pelt; intanto il mentalista esamina il profilo falso di Linda. Jane decide di chiamare Cho e Rigsby per farsi aiutare nella ricerca del creatore del falso profilo della vittima: da una lista di parole estrapolate dal falso profilo, gli agenti dovranno parlare con gli studenti e se qualcuno dirà qualcosa che corrisponde al profilo sarà stato lui a crearlo. Parlando con la Kidd e con Freedman, il mentalista scopre che Freedman ha scoperto un nuovo tipo di falena, la "Giada della California". Subito dopo, il consulente del CBI, parlando con la Parker, annuncia trionfante ai colleghi d'aver scoperto il creatore del falso profilo. La Parker è interrogata da Rigsby al CBI: la Kidd sottopone gli alunni a una selezione naturale, licenziando chi non riesce ad andare avanti nelle ricerche. Ritornato al CBI, il mentalista decide di aiutare Bertram con il poker, dandogli alcuni suggerimenti per battere Manchester. Con la scusa di tenere un seminario per la memoria, Jane decide di incastrare il killer all'Università; inoltre chiede a Rigsby e a Cho di aiutarlo a rubare qualcosa nel museo. Mentre Rigsby distrae tutti aprendo una teca e prendendo in mano una tarantola, Cho e Jane rubano una falena da una teca poco distante. Il consulente del CBI entra bendato e assistito da Lisbon, poi, toltosi la benda, inizia il suo show con i compagni di Linda all'Università. Volendo memorizzare in ordine trenta animali impagliati, portati nella sala dall'ufficio di Linda, Jane chiede al professore Freedman di sistemare gli animali in ordine casuale; il mentalista dice anche di poter predire il futuro, scrivendo qualcosa su un foglietto e consegnandolo a una studentessa; quando, iniziato l'esercizio mnemonico, Jane arriva alla falena, viene interrotto dagli studenti, poiché non è presente alcuna falena sul tavolo dietro di lui; dopo ciò, decide di far leggere alla studentessa ciò che gli ha consegnato poco prima, ovvero "la falena è dentro la tasca di Paul (Freedman)"; quando Freedman svuota le tasche, al loro interno vi è la falena. Freedman stava per essere licenziato quando, in tarda serata, arrivò Linda e portò al professore una nuova specie di falena; quando quest'ultimo decise di voler dare lui un nome alla falena, Linda si disse contraria e Freedman optò per ucciderla. In serata, Bertram e Lisbon vanno alla consueta partita di poker e il direttore del CBI decide di ringraziare Jane e Lisbon per l'aiuto: Bertram, soddisfatto per aver umiliato il giudice Manchester, decide di dare il rimborso a Van Pelt, che quindi è in partenza verso Los Angeles. Infine, Jane decide di insegnare qualche trucco anche a Lisbon, perché ormai Bertram è il giocatore più forte.

## Smalto rosso
- Titolo originale: Red Lacquer Nail Polish
- Diretto da: Geary McLeod
- Scritto da: Eoghan Mahony

### Trama
Villa Vogelsong. Il CBI è chiamato per un omicidio: il "corpo" di Eliz Vogelsong, anziana e ricca ereditiera di Sacramento, è trovato da un poliziotto della zona e sulla scena del crimine, gli agenti del CBI sono accolti da Brett Partridge. Secondo Jane la Vogelsong è stata vittima di omicidio e c'era un secondo individuo nella stanza, che ha cercato di celare la sua presenza gettando il proprio bicchiere nel camino. Al CBI Rigsby e Cho hanno la conferma dell'omicidio: la donna è stata coperta di accelerante (sterno) e data alle fiamme, facendo sembrare il delitto un caso di combustione spontanea. Tuttavia i familiari sono avversi a questa tesi: interrogati da Lisbon e da Jane, i familiari della Vogelsong rivelano che l'ereditiera aveva licenziato la servitù andando a vivere nella villa da sola. Gli agenti sono indirizzati verso Cayce Robbins, una ragazza che faceva dei giri in barca assieme alla Vogelsong. Lisbon e il consulente del CBI vanno a parlare anche con il suo medico personale, il dottor Reinhardt. Si ritorna al CBI: i nipoti della Vogelsong sono Curtis e Alex Waley, artisti che possiedono la Galleria Impressionista della California ma non hanno talento. La Robbins invece lavora in un porto da sei anni. Il dottor Lance Reinhardt è in California da cinque anni, avendo ricevuto varie lauree honoris causa da diverse università: Lisbon decide di far indagare gli agenti sul passato del dottore. Lisbon e Jane si recano dunque alla Casa dei Soldati (Vogelsong Soldiers' Home), finanziata dalla fondazione della Vogelsong: alla fondazione c'era un'infermiera che era in contatto con la Vogelsong, una donna che era stata in Vietnam. Inoltre il cappellano spiega ai due che la fondazione era costantemente minacciata da un parente della Vogelsong, Curtis Waley: quest'ultimo era in contrasto con la Vogelsong perché un codicillo gli permetteva di ottenere una parte maggiore dell'eredità e un posto nel consiglio della fondazione. Il mentalista e Lisbon si recano nuovamente alla Galleria Impressionista della California per parlare ancora con Curtis: secondo il nipote , la Robbins aveva convinto la vittima a lasciarle la barca, che vale 250 000 dollari, e le spese per il mantenimento della Casa dei Soldati erano troppo elevate per continuare i finanziamenti. Lisbon e Jane sono costretti a parlare nuovamente con la Robbins: dopo esser stata contattata dal medico, la ragazza spiega ai due che, non riuscendo a intendere né a volere, il testamento della Vogelsong è annullato; ciò va a colpire direttamente la Casa dei Soldati, perché la vittima aveva lasciato un posto nel consiglio al cappellano; inoltre, secondo la Ribbons, il medico le somministrava degli strani farmaci.
Al CBI, Rigsby riesce a scoprire qualcosa sul passato del medico: Reinhardt aveva un'accusa per omicidio per aver prescritto dei farmaci a un paziente mentre esercitava a Monaco, in Germania. Cho incontra il cappellano alla Casa dei Soldati, che rivela all'agente che Waley e Reinhardt lavoravano insieme ai danni della Vogelsong. Lisbon voleva parlare con l'infermiera legata alla Vogelsong ma Cho, recatosi anche nel suo appartamento, non la trova. Ritornati sulla scena del crimine, Jane e Lisbon scoprono che è stata rubata una medaglia commemorativa. Arrivato allo studio legale del dottor Reinhardt, Rigsby scopre che il medico sta triturando dei documenti che provano la sua somministrazione alla Vogelsong di farmaci illegali. Interrogato da Rigsby al CBI, il medico rivela che l'anziana signora aveva scoperto il suo passato e lo aveva ricattato, costringendolo a somministrarle i farmaci illegali. In seguito si scopre che con alta probabilità, la Vogelsong avrebbe vinto la causa contro Waley. Lisbon decide di ottenere un mandato nei confronti di Waley e delle sue proprietà, inclusa la sua galleria , dove Cho riesce a trovare la medaglia commemorativa. Waley è arrestato e portato al CBI, dove è interrogato da Rigsby, che costringe l'avvocato di Waley a fare un patto con il CBI. Cho parla con il giudice testamentario: la Vogelsong aveva speso tutta la sua eredità, usando la Casa dei Soldati come risorsa finanziaria e non finanziandola come credevano tutti; Waley avrebbe vinto la causa contro sua zia, che sarebbe stata costretta ad andare in prigione. Cho ritorna in ufficio, informando Rigsby che all'ascensore ci sono le ragazze con cui l'agente ha preso appuntamento su internet non andando agli appuntamenti (stranamente hanno tutte i capelli rossi e assomigliano a Grace). 
Jane intuisce qualcosa e va al porto, dalla Robbins: con un diversivo, il consulente la spinge in mare  e mette un razzo di segnalazione dentro la barca, dalla quale esce presto Eliz Vogelsong, che si rivela essere viva e con in mano una valigetta piena dei soldi della fondazione. Aiutato da due agenti del CBI, tra cui Ron, Jane arresta entranbe. Al CBI, la Robbins è interrogata da Cho, quest' ultima confessa che Eliz teneva che i nipoti la rinchiudessero in un istituto: alla villa è morta l'infermiera della Casa dei Soldati, uccisa dalla Vogelsong, che in seguito avrebbe ucciso anche la ragazza, facendole capire quanto sia stata ingenua (le aveva fatto credere che l'infermiera aveva avuto un malore, non che fosse tutto premeditato). Interrogata da Lisbon, Eliz  ammette l'omicidio complottando anche contro il nipote. Curtis rilasciato promette di prendersi cura della Casa dei Soldati e ringrazia Jane.

## La ragazza dal vestito rosso sangue
- Titolo originale: There Will Be Blood
- Diretto da: Anton Cropper
- Scritto da: Ken Woodruff e David Applebaum

### Trama
Lorelei Martins entra furtivamente nella casa di Julia Howard, una presunta ex amica di sua sorella Miranda, la ammanetta e la tortura per ottenere informazioni. Dopo essere stata colpita con un taser, la donna decide di parlare, dicendo di esser stata coinvolta nell'omicidio di Miranda. Al CBI, Lisbon e Jane vengono informati dell'episodio da una piccola telecamera senza audio nascosta in un orologio dell'appartamento: la Howard pensava che la donna delle pulizie la stesse derubando. Alla fine del colloquio con la Howard, l'ex detenuta decide di ucciderla. Bertram convoca Lisbon e, nell'ufficio del dipartimento, trova anche Bob Kirkland, l'agente della sicurezza nazionale: il DHS è interessato alla cattura della Martins e avrà pieno accesso ai file del caso. Il mentalista spiega a Lisbon che la Martins ha ucciso la vittima perché riteneva che fosse complice di John il Rosso nell'assassinio di Miranda. Jane e il capo dell'unità si recano alla Famiglia della Speranza, un rifugio per donne dove la Howard lavorava da otto anni. Mentre Lisbon parla con altri membri dell'associazione, Jane va a indagare da solo dentro la casa: entrato nell'ufficio della vittima, il consulente scopre che aveva un altro appartamento, nella città di Davis. Parlando con i colleghi, ha la conferma che la Howard viveva a Sacramento da otto anni; decide quindi di andare nell'altra casa, a Davis. Dopo aver ispezionato la casa, Jane scopre di essere raggiunto da un'altra persona, Lorelei Martins. Nel breve colloquio con il mentalista, la Martins rivela di voler compiere la propria vendetta da sola.
Al CBI, Rigsby scopre che Julia Howard affittava una casa a Davis, ma non si sa per chi l'affittava. Lisbon va a Davis e, raggiunta la casa della Howard, trova il consulente del CBI nell'appartamento: Jane è costretto ad ammettere che la Martins è stata lì e che la sta usando per arrivare al serial killer. Lisbon è nuovamente convocata da Bertram per gli aggiornamenti sul caso: il capo dell'unità non rivela alcun particolare, ma Bertram e Kirkland, che ascoltava il colloquio nascosto in una stanza adiacente, sanno che l'agente sa più di quello che dice. Nel frattempo, Lorelei Martins pedina un membro della Famiglia della Speranza. Dal rifugio Rigsby non ottiene nulla ma il detective che indagò sul caso di Miranda Martins, era sicuro che la ragazza fosse stata lì, perché aveva anche un fidanzato che, una settimana prima dell'omicidio, era stato al rifugio. Presso un hotel, la Martins esce dal suo furgone e tenta di rapire uno dei membri della Famiglia della Speranza, ma una donna allarma i presenti, dicendo che la Martins ha un'arma e la donna è costretta prima alla fuga, poi a fermarsi, poiché un poliziotto gli sta puntando una pistola contro; quando l'agente abbassa la guardia, l'assassina gli spara, iniziando un conflitto a fuoco con un altro agente, venendo ferita ma riuscendo a fuggire nuovamente. Lisbon interroga gli amministratori del rifugio. Rigsby invece, torna al rifugio, ottenendo il registro giornaliero della Famiglia della Speranza: purtroppo non ci sono i nomi, ma dal numero di donne presenti ne risulta una in più sul registro giornaliero rispetto a quello ufficiale. Julia Howard aveva cancellato il nome di Miranda dal registro ufficiale. Inoltre si scopre che ci sono stati altri cinque casi simili. Lisbon dispone i suoi uomini: a ogni agente viene assegnato un amministratore del rifugio mentre il consulente del CBI rimane in ufficio su ordine di Lisbon. In ufficio, Jane riguarda i fascicoli degli amministratori, scoprendo che la Martins è diretta verso casa Lennon, quella protetta da Rigsby, che viene investito dal furgone della Martins, rimanendo ferito. Jane avvisa Lisbon, che dirige gli agenti Carl e Cho verso la postazione di Rigsby mentre lei chiama i rinforzi.
Lorelei Martins entra nell'abitazione di Jason Lennon, lo trova e gli spara, ferendolo: Jane, arrivato per primo sulla scena, si accerta che Rigsby sia ancora vivo e poi va verso la casa di Lennon, mentre la Martins lo sta torturando con il taser. Quando il consulente entra nell'appartamento, Lennon pensa di essere salvo ma quando capisce che Jane e la Martins sono complici si spaventa: minacciato dal mentalista, Lennon è costretto ad ammettere che lavora per John il Rosso e che il serial killer voleva Miranda Martins; John sapeva che il ragazzo la picchiava e disse a Lennon di mandare la Howard a parlare con Miranda, per convincerla a portarla al rifugio; la Howard portò la ragazza a Lennon, che la consegnò a John e il serial killer poi la uccise. Nonostante Jane e l'ex detenuta avessero un accordo, ovvero che in cambio del nome dell'assassino della sorella (John il Rosso), la Martins avrebbe detto a Jane il vero nome del serial killer, la donna non mantiene la parola e se ne va. Il consulente conosce già il prossimo obbiettivo della Martins, lo stesso John. Infine, la donna uccide Lennon, così Jane perde la sua unica possibilità di scoprire il vero nome del serial killer. Nella prima mattinata il CBI raggiunge la postazione di Rigsby che, ferito, viene portato in ambulanza. Sulla scena arriva anche il DHS, che decide di prendere il caso e avere Lennon, vivo ma in stato vegetativo. Il membro della rete di John è in coma farmacologico e Lisbon non sta riuscendo a riavere il caso. Ma il capo dell'unità è arrivata da Jane nella soffitta del CBI per un altro motivo: arrivati su una scena del crimine, i due, accolti da Kirkland, trovano il simbolo di John sopra al corpo senza vita di Lorelei Martins.

## Rosso, bianco e blu
- Titolo originale: Red, White and Blue
- Diretto da: Robert Duncan McNeill
- Scritto da: Tony Astrino

### Trama
Lucy Green, caporale stanziata a Fort Runyon che lavorava all'ospedale della base, viene trovata uccisa nei pressi della chiesa di San Sebastian. Il poliziotto che accoglie Lisbon e Jane li informa che un uomo ha chiamato il 911 per informare della morte della Green, ma non si sa chi sia l'uomo. Sulla scena del crimine si presenta anche l'esercito. Subito dopo, Jane capisce che la vittima era stata in un locale blues. Lisbon e Jane vanno alla base per parlare con il tenente Lewis e con l'amica e collega Rose Saftin. Il caporale Green era una maniaca delle regole ed evidenziava ogni errore, e ciò non era sopportato dai membri della sua unità. La collega della vittima indirizza gli agenti verso il medico Bowman mentre Cho va a interrogare la barista del locale blues dov'era stata la Green. Cho va a interrogare anche il sergente Hawkins ma il colloquio è inconcludente. Nel frattempo Jane e Lisbon parlano con Bowman: il medico informa gli agenti che la vittima era di sostegno a un progetto nell'ospedale. Il consulente del CBI capisce che colui che ha chiamato il 911, Pete, ha perso la memoria e riesce a rintracciarlo. Portato al CBI, Pete viene interrogato da Lisbon e da Jane ma il ragazzo perde nuovamente la memoria durante il colloquio. Cho ritorna a Fort Runyon, per parlare con un militare che frequentava la Green: due settimane prima la vittima aveva denunciato qualcuno del suo plotone per molestie sessuali e i membri dell'unità l'avevano scoperto, iniziando a infastidirla pesantemente. Hawkins viene portato al CBI, dove viene interrogato da Cho: dalle indagini del sergente sembra che nessuno abbia subito molestie. Lisbon, sospetta, torna a parlare con Rose: in realtà la denuncia per molestie era sua e la Green aveva deciso di coprirla. Rigsby trova una giacchetta insanguinata nell'auto di Pete, che è arrestato da Lisbon. A differenza del capo dell'unità, che vorrebbe arrestare Lisbon, Jane decide di far rivivere a Pete la sera dell'omicidio: il ragazzo riesce a ricordare qualcosa. Un uomo uccise la Green e subito dopo arrivò Pete, trovando la vittima in fin di vita. Al CBI viene interrogato anche il tenente Lewis, che però ha un solido alibi per l'omicidio. L'ennesimo interrogato al CBI, Jacob, ha un alibi per la notte dell'omicidio. Jane ipnotizza Pete e scrive qualcosa sul suo promemoria. Dopo raduna i principali sospettati dell'omicidio all'ospedale, dove è raggiunto da Pete: quando la Green stava per morire, lasciò al ragazzo la chiave di un armadietto del personale della base di Fort Runyon (cosa mai successa): con l'aiuto di Rigsby, che crea un diversivo, Lisbon e Jane sono costretti a lasciare andare tutti, aspettando un mandato per perquisire l'armadietto nella base. Bowman si reca nella stanza degli armadietti del personale medico e prova a scassinare quello della chiave, senza successo, venendo incastrato dal CBI. Portato al quartier generale, Bowman confessa: il medico prescriveva ricette false e vendeva farmaci in nero, perché doveva guadagnare dei soldi a causa del suo divorzio. Quando la Green si avvicinò a scoprire le azioni illegali di Bowman, quest'ultimo decise di aspettare e di attirare la vittima, per poi ucciderla. Hawkins parla con Rose, che rivela al sergente delle molestie subite dal tenente Lewis, che sarà sottoposto a provvedimenti disciplinari. Infine, Jane tenta di far riavere la memoria a Pete.

## Dietro il sipario rosso
- Titolo originale: Behind the Red Curtain
- Diretto da: Chris Long
- Scritto da: Erika Green Swafford e Eoghan Mahony

### Trama
A una raccolta fondi del musical Torch, che si svolge all'Hotel Christopher di Sacramento, una donna, Sharon, precipita da una stanza su una macchina, ferendo gravemente l'autista del veicolo. Lisbon chiama Jane: il mentalista è nell'ospedale per scoprire da Jason Lennon, un amico di John il Rosso, gravemente ferito durante il caso Martins, il vero nome del serial killer. Beccato da Kirkland, che gli rivela che Lennon si riprenderà, riuscendo a sopravvivere, Jane viene fatto cacciare dall'istituto, non potendo stare lì ma riuscendo a entrare dopo aver "corrotto" la caposala con delle ciambelle. La stanza dalla quale si è gettata Sharon era usata come camerino comune per lo spettacolo, chiunque poteva entrare e uscire dalla stanza. Jane, dopo aver raggiunto Lisbon, interroga il produttore, il regista e l'ufficio stampa del musical. Sharon veniva da New York, dov'era già una cantante conosciuta.. Negli uffici del CBI ritorna Van Pelt, dopo il suo mese a Los Angeles. Lisbon ha un colloquio con la madre affidataria della vittima: la donna indirizza gli agenti verso un ex ragazzo di Sharon, William "Billy" Racine. Quest'ultimo è portato al CBI: interrogato da Cho, l'ex ragazzo di Sharon dice all'agente che era alla raccolta fondi perché voleva dare una lezione ai tizi che avevano rapinato Sharon pochi giorni prima, dato che la vittima sospettata che i rapinatori facevano parte dello spettacolo. Alle prove del musical, Jane e Rigsby irrompono nel teatro, interrompendo anche la prova. Il consulente del CBI, con un tranello, porta all'arresto di Mandy durante le prove del musical. In seguito Jane si accorda con la caposala dell'ospedale: Lennon è stabile e presto si riprenderà, mentre i federali si comportano in modo strano. Al CBI, Rigsby interroga Mandy: la ragazza ammette di aver tentato di rapinare la vittima assieme a un suo conoscente; Mandy porta gli agenti a indagare su Deandra Sunderland, la star del musical. Jane capisce che la Sunderland era la madre biologica di Sharon; inoltre la Sunderland sta morendo ed è inoltre l'ultima persona ad aver visto Sharon viva, dopo l'assassino. Guardando i video si scopre che il finanziatore Hanover è salito al piano di Sharon ma poi non è più uscito dall'edificio. Il mentalista decide quindi di portare LaRoche con sé al teatro per la prima del musical, dopo aver convinto LaRoche a recitare una parte; arrivato al teatro Jane raggiunge Lisbon e fa notare l'arrivo di Hanover nell'edificio; il produttore insiste nel dire che l'uomo non può essere Hanover. Infatti Hanover è un'identità fittizia inventata dal produttore del musical, che viene arrestato da Lisbon. Al CBI, il produttore confessa l'omicidio. Nel frattempo Jane è contattato dalla caposala: i federali sono intenzionati a far uscire Lennon, che viene lasciato da solo con Kirkland. Qui, Lennon comincia a parlare: quando Kirkland è sicuro di non essere riconosciuto da Lennon, uccide il paziente. Quando Jane arriva all'ospedale è ormai troppo tardi, Lennon è morto. Infine, l'agente della sicurezza nazionale mente a Jane, dicendogli che Lennon è morto per cause naturali e che non ha rivelato nulla.

## Un passato dai rossi contorni
- Titolo originale: Red Letter Day
- Diretto da: Guy Ferland
- Scritto da: Michael Weiss

### Trama
Cho e Jane devono occuparsi di un caso, poiché Lisbon è indisponibile. Hollis Percy, che possedeva l'intera città di Percy, viene trovato morto nel suo ufficio. Gli agenti sono interrotti da una finta sparatoria in uno show del West. Kirkland intrattiene Lisbon, chiedendogli novità su John. Lisbon ritorna negli uffici del CBI, dove viene aggiornata dai suoi agenti: la città di Percy viveva di turismo e la vittima affittava le case della città. Con la sua morte, la città passa per poche settimane alla moglie Joanne, poi la città verrà venduta agli stessi ex affittuari di Percy. Lisbon e Jane incontrano il capo della Polizia della città. I due vanno quindi a casa Percy, per parlare con la moglie e con il figlio della vittima, Ian. Sulla vendita della città, Hollis Percy aveva ricevuto delle critiche: Francisco Navarro viene portato al CBI, dove è interrogato da Cho. Navarro non sembra avere un buon alibi. Lisbon e Jane vanno al bar nel quale era stato Navarro mentre Percy veniva ucciso mentre Cho e Rigsby vanno a parlare con il capo della Polizia. Mentre si reca al bar, Jane decide di dare una lezione a un prestigiatore. Al bar si scopre che Percy aveva diverse persone avverse ai suoi metodi per gestire la città. Percy Foothills, boschi di Percy. Cho e Rigsby entrano in un capanno usato come un laboratorio di metanfetamine e qui Rigsby capisce che il capanno ha subito un incendio doloso. Nel frattempo al CBI si presentano due uomini per riparare il condizionatore: entrati, i due si dirigono nella soffitta di Jane, dove fotografano tutti i dati che ha raccolto su John il Rosso e se ne vanno indisturbati. Dopo essersi recati a Percy, Cho e Rigsby in serata arrestano il capo della polizia mentre sta cercando di dare fuoco a un laboratorio di metanfetamine. Il capo della polizia è un corrotto che costruisce i laboratori di droga per poi bruciare i capanni, cercando di far scappare i cittadini di Percy e comprando i terreni della città per poi rivenderli dopo la costruzione del centro commerciale ma Hollis Percy non sospettava nulla. Il capo della polizia indirizza gli agenti verso la moglie della vittima. Alla sicurezza nazionale i due uomini informano Kirkland: Jane è riuscito a creare una linea del tempo sul caso di John ma l'agente dell'NSA vuole tenersi le informazioni per sé, indagando da solo sul caso. Al CBI, Van Pelt interroga Joanne Percy: il marito la tradiva. Secondo il consulente un mese prima qualcosa era cambiato nella vita della vittima perché aveva ricominciato a bere. Al bar di Percy, Cho raggiunge il mentalista per parlare con Navarro: in passato la vittima beveva e poi ricominciò; inoltre, i due erano amici in passato. Jane riesce a far partire una rissa che si conclude con l'arresto di Navarro: al CBI, quest'ultimo è interrogato nuovamente da Cho. Poco dopo aver sposato Joanne, Hollis Percy ebbe una relazione con una ragazza che rimase incinta; Hollis pagò la ragazza per andarsene dalla città e il fratello della ragazza, che aveva scoperto tutto, picchio Hollis, finendo in prigione. Dopo dodici anni, il fratello della vittima uscì di galera e andò a trovare Hollis Percy. Il fratello della vittima però, ha un alibi: al momento dell'omicidio era a una fiera. Jane invita gli agenti allo show dello sciamano: teoricamente dovrebbe andare in scena Kevin, il prestigiatore, ma il ragazzo, istigato da Jane, si licenzia e il mentalista convince Navarro a prendere il posto di Kevin come protagonista nello show. Durante lo show, Jane, assistito dalla barista del locale, decide di rivelare il nome del killer di Hollis Percy: è il figlio, Ian, che avrebbe ucciso il padre e quando Jane minaccia di rivelare il movente che ha scritto su un foglietto di fronte a tutto il pubblico presente, Ian decide di consegnarsi agli agenti. In seguito la barista scopre che Jane aveva bluffato e che sul biglietto del movente il consulente del CBI non aveva scritto nulla. Al CBI Ian confessa il delitto: aveva una relazione con la barista, che il padre non approvava e quando Ian va da Hollis per chiarire la sua situazione con la barista, il padre gli rivela che in realtà è sua sorella: la ragazza era infatti la figlia che Hollis aveva avuto dalla sua precedente relazione extraconiugale trent'anni prima. Ian reagì uccidendo il padre. Ritornato alla soffitta del CBI, Jane capisce che la porta della stanza è stata forzata e che quindi qualcuno è entrato. Nel frattempo, Kirkland, dopo ore di lavoro a casa sua, riesce a ricostruire dettagliatamente lo schema che Jane ha nella soffitta: adesso entrambi hanno le stesse informazioni su John.

## Dolcetti di velluto rosso
- Titolo originale: Red Velvet Cupcakes
- Diretto da: David M. Barrett
- Scritto da: Rebecca Cutler

### Trama
Residenza dei Roberts, Sacramento. Lisbon è in tribunale, perciò sulla scena si recano Risgby, Cho e, in ritardo, Van Pelt. Jane rimane nella soffitta per continuare le indagini su John il Rosso, ma decide di aiutare ugualmente gli agenti. La vittima, Missy Roberts, è stata trovata morta dalla domestica. Il marito, Kip, dirige un'azienda di prodotti elettronici: quest'ultimo seguiva una dieta, perciò secondo il mentalista i due avevano una relazione scontrosa. Kip è andato a fare rafting fuori città e nonostante abbia un solido alibi, il consulente sostiene sia falso. Jane e Lisbon vanno a parlare con la sorella della vittima: circa un mese prima Kip e Missy Roberts erano andati a trovare Buddy Hennings, che conduce un programma radiofonico per coppie in crisi. Van Pelt risale a una collega della vittima, Monica Suárez, una spacciatrice scoperta dalla vittima e segnalata da quest'ultima al proprietario dell'associazione di volontariato, che licenzia la Suárez. Lisbon e Jane vanno alla radio, parlando con Elizabeth Hennings, la moglie del conduttore, e con il produttore del programma. Van Pelt e Rigsby vanno a cercare la Suárez: dopo averla trovata, la spacciatrice è fermata e interrogata dagli agenti. Lisbon e Jane parlano con Hennings: inizialmente Kip è disinteressato, in seguito cambia e quindi secondo il mentalista il marito aveva un'amante. La Polizia rintraccia il gruppo del rafting: Kip aveva lasciato il gruppo del rafting, che l'aveva visto con un'altra donna e adesso è introvabile. Il consulente decide di comunicare tramite il programma radiofonico la targa dell'auto di Kip, che è trovata in un resort a sud del lago Tahoe. La stanza di Kip è a nome di Rosie Dunlop: il CBI trova Kip e la sua personal trainer, Rosie. Il marito della vittima è portato al CBI: interrogato da Cho, rivela di tradire Missy da mesi, ma che non l'ha uccisa lui. Jane decide di ritornare alla stazione radiofonica per visionare i filmati su Kip e Missy. Cho e Rigsby vengono inviati dal mentalista a casa Roberts per cercare le scarpe della Roberts, che non sono nella casa. Jane ha un piano: convince la coppia che va frequentemente al programma radiofonico a disertare, riuscendo a mandare in onda la coppia Van Pelt-Rigsby. Alla fine della trasmissione, Rigsby esce dagli studi con una scusa e Hennings, rimasto solo con Van Pelt, convince quest'ultima ad andare più volte nella trasmissione nei giorni successivi. Van Pelt, uscita dalla stanza, finge di essersi fatta male nel corridoio, dov'è raggiunta da Hennings. Van Pelt è portata nell'ufficio di Hennings, che decide di portarla a casa. Al posto delle scarpe che l'agente ha rotto apposta, Hennings gli porta quelle che la vittima ha usato durante la trasmissione radiofonica. Gli agenti decidono di entrare nell'edificio mentre la moglie di Hennings sta minacciando il marito e Van Pelt con una pistola, venendo arrestata assieme al marito. Al CBI, Hennings ammette di aver tradito più volte la moglie, anche con la Roberts. La moglie invece confessa il delitto della Roberts: dopo aver seguito il marito, che aveva appena ricevuto le scarpe della Roberts, quest'ultima fu raggiunta dalla Hennings che, dopo averla rincorsa, la uccise. Infine, Van Pelt decide di riprendere la relazione con Rigsby.

## Il segreto rosso
- Titolo originale: Red and Itchy
- Diretto da: David Paymer
- Scritto da: Daniel Cerone

### Trama
Lisbon va a trovare Jane nella sua soffitta perché c'è un cadavere nell'abitazione di LaRoche e il capo della Professional Standard Unit (PSU), gli affari interni del CBI, ha espressamente chiesto la presenze di Jane. Lisbon capisce che la vittima prendeva dei farmaci, ibuprofene, poiché soffriva di artrite. LaRoche aveva anticipato il suo ritorno da New York, sorprendendo due rapinatori in casa sua: mentre il primo è freddato dall'agente, il secondo riesce a scappare apparentemente senza alcun bottino. Jane va a trovare LaRoche, che, ferito, vuole parlargli prima di andare all'ospedale: in realtà i rapinatori sono riusciti a prendere il contenitore di LaRoche, che lo custodiva da nove anni, e al suo posto trova un biglietto dove gli si intima di abbandonare il caso prima di sera; LaRoche sta indagando su una fuga in informazioni all'interno del CBI; se il capo della PSU non si farà da parte daranno il contenitore alla polizia. LaRoche sa che il contenitore non è in mano di Jane, poiché quest'ultimo usa il contenitore, e il suo contenuto, per ricattare LaRoche, che invoca l'aiuto del consulente. Nonostante tutto, Jane non conosce il contenuto della scatola ma questo LaRoche non lo sa. Si risale a due anni prima: il consulente del CBI commissionò a un malvivente, Donald "Donny" Culpepper, il furto della lista di sospettati del caso Johnson, cercando di risalire al killer di Johnson, che è anche un membro della rete di John il Rosso.
Jane rivela a Lisbon che qualcuno ha rubato il contenitore e che non è stato Culpepper. Su consiglio di Jane, Lisbon aggiorna anche Rigsby e Van Pelt. Si risale a William "Will" Parson, un fabbro che aveva un negozio assieme alla moglie: interrogata, la moglie spiega agli agenti che la vittima non era un criminale e che probabilmente era stato assoldato contro la sua volontà per aprire la cassaforte di LaRoche. Nel frattempo, LaRoche aggiorna il consulente del CBI: da mesi, il capo della PSU sospetta che ci sia una talpa al CBI. Uno dei casi più recenti è di uno spacciatore che controlla buona parte del traffico di droga nello stato e, quando il CBI era pronto per arrestarlo, l'intero carico di droga che era nel suo magazzino era scomparso. LaRoche ha la conferma di quanto sospetta con l'arresto di Tommy Volker: effettivamente, Volker era sempre un passo avanti a Lisbon nelle indagini, e LaRoche scopre che aveva un numero di cellulare segreto che è stato chiamato sei volte dall'interno del CBI. Tentando di scoprire cosa si nasconde dentro la scatola di LaRoche, Van Pelt risale a Scott Saynay, in galera dopo aver violentato la madre di LaRoche, che pochi mesi dopo si era suicidata. Lisbon viene raggiunta da Brenda Shettrick: quest'ultima chiede a Lisbon di farsi intervistare per rafforzare l'opinione pubblica sul CBI. All'obitorio, Jane e Lisbon scoprono dal medico legale che Parson faceva fatica a usare le mani e a respirare, perciò avrebbe avuto difficoltà a scassinare la cassaforte di LaRoche. I due vanno a casa Parson, per parlare con i familiari: secondo la moglie, la vittima stava cercando un sostituto che prendesse il suo posto al lavoro, ma non riusciva a trovarne uno. Jane chiede alla donna se conosce la combinazione della cassaforte e la moglie risponde negativamente: non convinto della risposta ricevuta e sicuro del contrario, il mentalista infila il gatto nella cassaforte, aspettando che la donna la apra e così avviene. Parson stava perdendo l'uso delle mani e aveva deciso di insegnare tutto quello che sapeva alla moglie, che è portata al CBI poiché complice del furto a casa LaRoche. Qualcuno gli aveva assoldati in cambio di molti soldi per rubare un contenitore di plastica, che è già stato consegnato. Jane chiama LaRoche e si dirige sul punto di scambio che gli scassinatori avevano con chi li aveva commissionati a Woodley Park, ma la scatola è già stata presa. LaRoche ferma un sospettato che ha in mano una scatola simile alla sua ma il contenitore non è quello di LaRoche. Rigsby e Van Pelt vanno a trovare Saynay alla prigione di Folsom.
Shettrick va a prelevare Lisbon per cominciare l'intervista con una trasmissione televisiva e in seguito si vede che la stessa Shettrick ha la scatola di LaRoche. Lisbon ha scoperto che qualcuno dal CBI ha chiamato il negozio di ferramenta, commissionando il furto a casa LaRoche, quindi c'è una talpa nell'edificio, come sospettava giustamente il capo della PSU. Cercando negli archivi, Cho scopre un articolo del Sacramento Weekly su Will Parson: sette anni prima, Parson s'iscrisse a un campionato di scassinamento, arrivando settimo, qualcuno probabilmente lesse l'articolo e decise di ingaggiarlo. La caporedattrice del Sacramento Weekly all'epoca era Brenda Shettrick: difatti, quasi tutte le informazioni del CBI passano attraverso la Shettrick. Jane informa LaRoche: quando il mentalista chiede di poter usufruire dell'aiuto dell'unità di Lisbon, il capo della PSU risponde negativamente ma Jane lo informa che la squadra sa già del contenitore rubato ma senza rivelargli cosa c'è dentro (Jane non lo sa comunque, a differenza di quanto penso LaRoche). LaRoche decide quindi di andarsene e lasciare a Jane carta bianca. Il consulente del CBI convince Lisbon a incastrare la Shettrick: Jane le dice che Lisbon ha convinto un giornalista a partecipare all'arresto di Miguel Leiva, il trafficante di droga che era scampato alla task force del CBI e che è stato presumibilmente ritrovato dal CBI. Negli uffici del CBI, Cho sta aggiornando gli agenti per prendere Leiva e in seguito guida l'assalto alla residenza di Leiva: con una scusa la Shettrick torna nel furgone del CBI e da lì chiama Leiva informandolo nuovamente sulla task force di Cho. Gli agenti irrompono nell'abitazione, raggiunti con un discreto ritardo dalla Shettrick che, entrata in casa, è accolta da Jane, Lisbon e LaRoche, i quali mostrano alla Shettrick il video nel quale si vede quest'ultima chiamare Leiva dal furgone del CBI.
La Shettrick è portata al CBI, dove decide di non rivelare nulla. Nel frattempo Rigsby e Cho perquisiscono il suo ufficio trovando la scatola di LaRoche, che è riportata da Jane al capo della PSU. La Shettrick comprò l'informazione della scatola di LaRoche da Culpepper, il ladruncolo assoldato tempo prima da Jane per frugare nella casa di LaRoche . Dopo la chiusura del caso, Jane chiede a Lisbon di non essere più distratto o interrotto finché non uscirà dalla sua soffitta, per continuare a pensare al caso di John il Rosso. Van Pelt scopre l'indirizzo di Saynay, che è raggiunto da Lisbon a casa della madre, dove abita: qui la madre spiega a Lisbon, inconsapevole di ciò, che Saynay non parla da nove anni, perché qualcuno, il giorno prima del processo, s'introdusse nel suo appartamento mentre dormiva, lo sedò e gli tagliò la lingua. La Polizia non hai mai trovato il colpevole, né il movente, inoltre la lingua di Saynay non è mai stata trovata. Ecco che cosa contiene la scatola di La Roche.

## Le regole di John il Rosso
- Titolo originale: Red John's Rules
- Diretto da: Chris Long
- Scritto da: Bruno Heller

### Trama
Quartier generale del CBI, Sacramento. Sul tetto del CBI, Jane sta bruciando i file e tutto lo schema che aveva fatto su una lavagnetta sul caso di John il Rosso, dicendo a Lisbon, con il gesso al polso, che è molto vicino a scoprire chi si nasconde dietro il serial killer. La mattina dopo, Lisbon informa Jane di un nuovo caso, il cui killer potrebbe essere proprio John il Rosso. Arrivati in un motel nella zona est della città, Jane e Lisbon arrivano sulla scena del crimine, dove l'"esperto" Brett Partridge afferma che l'assassino è un imitatore di John. Secondo Jane invece, si tratta proprio del serial killer: non si conosce l'identità della donna uccisa, che con sé portava anche un bambino. Anche Lisbon sospetta che sia un copycat ma Jane la pensa diversamente, ritenendo che John è stato aiutato da una donna che voleva ottenere un bambino, riuscendo a vedere un numero di telefono sul muro vicino al letto della vittima di fronte al telefono; chiamando il numero risponde il servizio protezione minori di Carson Springs. A Lisbon, che gli chiede di quanto sia vicino a scoprire l'identità di John, il consulente del CBI replica che ha ridotto la lista considerando solo quegli uomini che possono essere realisticamente stati sulle scene dei crimini di John, riuscendo a ridurre la lista a sette nomi. Cho e Rigsby interrogano il portiere notturno: due giorni prima qualcuno gli ha chiesto se nel motel c'era una donna con un bambino ma il portiere mentì, rispondendogli negativamente. Cho e Rigsby si indirizzano verso la ragazza che ha trovato il corpo, Sandra Guzmán, una cameriera del motel. Lisbon e Jane si recano al dipartimento dei servizi sociali per parlare con una responsabile, Miriam Gottlieb, che riconosce la vittima in Aileen Turner, indirizzando subito gli agenti verso Roddie Turner, che abita a Stoney Ridge. Jane conosce il luogo, una delle tappe obbligatorie per i luna park itineranti, e probabilmente la città natale di Jane. Al campo roulette di Stoney Ridge, Jane incontra nuovamente i Turner, questa volta per parlare del nipote di Pete Turner e di Aileen. Rigsby e Cho, che stanno ancora cercando la Guzmán, quando vengono indirizzati da Lisbon al motel. Qui, Roddie Turner aggredisce un agente della polizia di Sacramento e un uomo della scientifica, cercando invano sua figlia e venendo arrestato dagli agenti del CBI.
John il Rosso offre sempre ai suoi complici qualcosa che non hanno, quindi Rode non ha un movente per l'omicidio. Negli uffici del CBI si scopre che Jane conosceva la vittima, Aileen "Lily" Barlow coniugata Turner, che aveva conosciuto da bambino e che si ricordava di lei quando era felice. In qualche modo John era riuscito a scoprire questo fatto, riuscendo praticamente a cancellare uno dei ricordi felici di Jane. Lisbon e Jane ritornano a Carson Springs, dove il mentalista decide di parlare con Pete Turner: secondo quest'ultimo il killer della vittima è Shawn Barlow, che aveva ripudiato Aileen dopo che questa aveva sposato Roddie Turner. Jane, accompagnato da Lisbon, va a trovare Shawn Barlow a Venice Beach. Interrogato dagli agenti, Jane e Barlow continuano a punzecchiarsi a vicenda e il colloquio si rivela inconcludente, anche perché secondo Barlow il killer di Aileen è Roddie Turner. Cho e Rigsby riescono a trovare la Guzmán, che è portata al CBI e interrogata da Cho. Jane ha un piano: ritornato all'istituto dei servizi sociali di Carson Springs, convince la responsabile di aiutare gli agenti nella cattura del killer di Aileen, promettendo sia ai Turner sia ai Barlow di ottenere la bambina.
Jane decide di dire a Lisbon i sette nomi della lista: il primo nome che il mentalista rivela alla donna è quello di Gale Bertram, il capo del dipartimento del CBI. Come Jane prevedeva, all'istituto si presentano sia Roddie Turner sia Shawn Barlow, che chiedono di avere la bambina. Nel mentre, Van Pelt chiama il mentalista, che rivela a Turner e a Barlow che la bambina è stata trovata in un ospedale di Carson Springs. Jane chiede alla responsabile dell'istituto di poter usare il suo telefono e dopo aver fatto rintracciare l'ultima chiamata a Van Pelt, il consulente del CBI decide di scambiare il suo telefono con quello della responsabile. Appena fuori dall'istituto, Jane spiega a Turner e a Barlow che ha ingannato entrambi per ritrovare la bambina. Jane incastra la responsabile dell'istituto, da tempo amica di John il Rosso: il serial killer aveva avvertito la donna della possibilità che Jane riuscisse a scoprirla e che nel caso avrebbe dovuto dare al mentalista un file con un video. Mentre è portata al CBI, la responsabile dell'istituto riesce a suicidarsi. La bambina è affidata ai Turner.
In serata, al CBI, Lisbon raggiunge Jane in soffitta, per scoprire il contenuto del dvd: il video si apre con un messaggio di Lorelei Martins, trovata e in seguito uccisa da John il Rosso; nonostante sia di diverse settimane prima, dopo aver saputo che la Martins ha rivelato la stretta di mano tra il serial killer e Jane, quest'ultimo ha stilato una lista ed è riuscito a ridurla a pochi nomi; dopo aver ricevuto i complimenti ironici di John, gli rivela che ucciderà un suo ricordo felice (Aileen) e che quando indagherà, John lo condurrà al video in questione; inoltre, John conosce i sette nomi che sono rimasti nella lista di Jane, ovvero:
- Bret Stiles, il guru e presidente della psicosetta Visualize;
- Gale Bertram, il direttore del dipartimento del CBI;
- Raymond Haffner, ex agente supervisore del CBI;
- Reede Smith, agente dell'FBI;
- Bob Kirkland, agente della DHS
- Lo sceriffo Thomas McAllister, della contea di Napa;
- Brett Partridge, il capo dei tecnici della scientifica del CBI.

Infine, tramite la Martins, John rivela che da adesso continuerà a uccidere, più frequentemente, finché Jane non lo fermerà o viceversa. Il consulente alla fine distrugge il disco.